# Роберт Оппенгеймер
Джуліус Роберт Оппенгеймер, або Оппенгаймер (англ. Julius Robert Oppenheimer, читається як [ˈɒpənhaɪmər], 22 квітня 1904, Нью-Йорк — 18 лютого 1967, Принстон, Нью-Джерсі, США) — американський фізик-теоретик та фізик-ядерник, широко знаний як керівник Мангеттенського проєкту, в рамках якого в роки Другої світової війни розроблялася перша ядерна зброя, через що Оппенгеймера часто називають «батьком атомної бомби».
Оппенгеймер народився в Нью-Йорку у 1904. У 1925 здобув ступінь бакалавра з хімії в Гарвардському університеті, у 1927 в Геттінгенському університеті в Німеччині під керівництвом Макса Борна захистив дисертацію доктора філософії з фізики, у 1936 році здобув посаду професора в Університеті Каліфорнії в Берклі. Він зробив ряд відкриттів у теоретичній фізиці, особливо у квантовій механіці та ядерній фізиці, такі як наближення Борна — Оппенгеймера для молекулярних хвильових функцій, роботи над теорією електронів і позитронів, процес Оппенгеймера-Філліпс в ядерному синтезі та ранні роботи з квантового тунелювання. Разом зі своїми учнями він також зробив внесок у теорію нейтронних зір і чорних дір, квантову теорію поля та фізику космічних променів.
У 1942 році Оппенгеймера залучили до роботи над Мангеттенським проєктом, а в 1943 році він був призначений директором Лос-Аламоської лабораторії в Нью-Мексико, якій доручили розробку першої ядерної зброї, і під його керівництвом ця задача була успішно виконана. 16 липня 1945 року він був присутній на першому випробуванні атомної бомби «Триніті», а в серпні 1945 року зброя була використана проти Японії під час бомбардування Хіросіми та Нагасакі.
У 1947 році Оппенгеймер став директором Інституту перспективних досліджень у Принстоні, штат Нью-Джерсі, й очолив впливовий Генеральний дорадчий комітет новоствореної Комісії з атомної енергії США. Він лобіював міжнародний контроль над ядерною енергетикою, щоб запобігти розповсюдженню ядерної зброї та ядерним перегонам з СРСР. Він виступав проти розробки водневої бомби під час урядових дебатів 1949—1950 років. В епоху маккартизму антивоєнна позиція Оппенгеймера та його минулі зв'язками з Комуністичною партією США призвели до скасування його безпекового допуску після безпекових слухань 1954 року. Це фактично припинило його доступ до атомних урядових таємниць та його кар'єру фізика-ядерника. Позбавлений свого прямого політичного впливу, Оппенгеймер продовжив свою наукову й викладацьку роботу. 1963 року, як жест політичної реабілітації, він отримав премію Енріко Фермі від Президента США. Через чотири роки він помер від раку гортані. У 2022 федеральний уряд відкликав скасування його безпекового дозволу 1954 року.

## Біографія

### Ранні роки

#### Дитинство і юність
Народився в Нью-Йорку 22 квітня 1904 року в нерелігійній єврейській сім'ї. Його батько, заможний імпортер тканин Джуліус Селігман Оппенгеймер, іммігрував до США з Ганау (Німеччина) в 1888 році. Сім'я матері, Елли Оппенгеймер (уродженої Фрідман), художниці, яка здобула освіту в Парижі, — іммігрувала до США з Німеччини в 1840-х роках. У Роберта був молодший брат, Френк, який теж став фізиком.
У 1912 році Оппенгеймери переїхали на Мангеттен, в квартиру на одинадцятому поверсі будинку 155 на Ріверсайд-драйв, в район, відомий своїми багатими особняками й таунхаусами. У сімейній колекції картин були оригінали Пабло Пікассо та Жана Вюяра і принаймні три оригінали Вінсента ван Гога.
Оппенгеймер деякий час вчився в Алкуїнській підготовчій школі, потім, у 1911 році, він вступив до Школи Товариства етичної культури. Її заснував Фелікс Адлер для заохочення виховання, пропагованого Рухом етичної культури, чиїм гаслом було «Діла важливіші за віру». Батько Роберта був членом цього товариства протягом багатьох років і входив до ради його піклувальників з 1907 по 1915. Оппенгеймер був різнобічним учнем, цікавився англійською і французькою літературою та особливо мінералогією. Він закінчив програму третього і четвертого класів за один рік та пропустив половину восьмого класу. В останній рік навчання Оппенгеймер захопився хімією. Він закінчив навчання в 1921 році, але його подальша освіта затрималася на рік через напад коліту, який він отримав, займаючись пошуком мінералів в Яхимові під час сімейної відпустки в Чехословаччині. Для лікування він вибрався до Нью-Мексико, де був зачарований верховою їздою і природою південного заходу США.
В 1922 році, у віці 18 років, Оппенгеймер вступив до Гарвардського коледжу. За спеціальність він обрав хімію, однак студенти мали також вивчати історію, літературу, а також філософію або математику. Щоб компенсувати затримку, спричинену його хворобою, він проходив шість курсів кожного семестру замість звичайних чотирьох. Його прийняли до престижного студентського товариства «Фі Бета Каппа», а університет дав йому дозвіл пропускати вступні курси й одразу брати курси підвищеної складності. Прослухавши курс термодинаміки, який читав Персі Бріджмен, Оппенгеймер захопився експериментальною фізикою. Він закінчив Гарвард у 1925 році зі ступенем бакалавра мистецтв з відзнакою summa cum laude після лише трьох років навчання.

#### Навчання в Європі

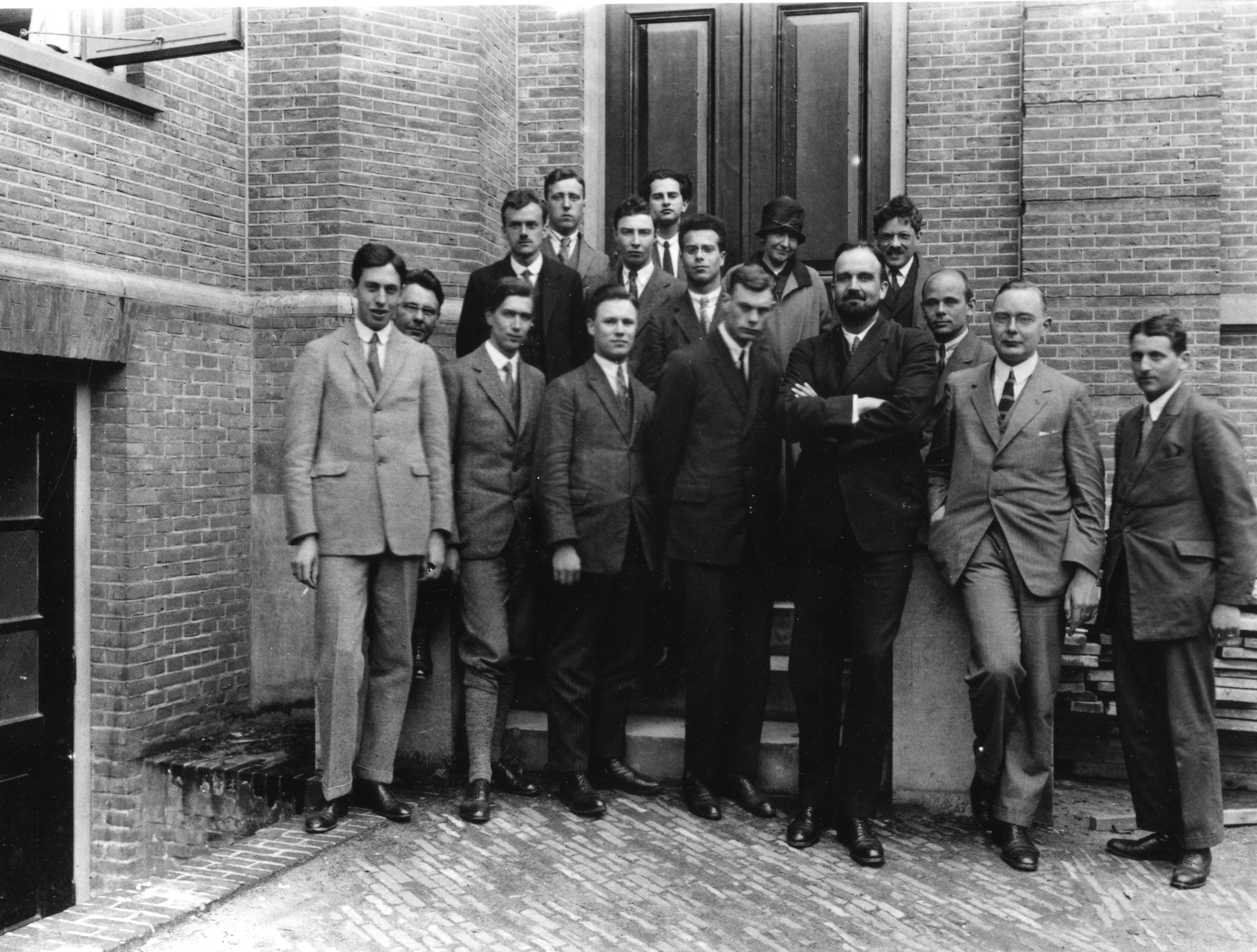
Лабораторія Камерлінг-Оннеса в Лейдені, липень 1927. Оппенгеймер — у середньому ряду, другий зліва.

В 1924 році Оппенгеймер дізнався, що його прийняли до Коледжу Христа в Кембриджі. Він написав листа до Ернеста Резерфорда з проханням дозволити попрацювати в Кавендіській лабораторії. Бріджмен дав своєму студенту рекомендацію, відзначивши його здібності до навчання і аналітичний розум, однак на закінчення зазначив, що Оппенгеймер не схильний до експериментальної фізики. Резерфорд не був вражений, однак Оппенгеймер поїхав до Кембриджа з надією отримати іншу пропозицію. У результаті Джозеф Томсон взяв його до себе за умови, що Оппенгеймер закінчить базовий лабораторний курс.
Оппенгеймер був дуже нещасливий у Кембриджі. Він писав другові: «Мені дуже погано. Лабораторна робота жахливо нудна, і я так погано з нею справляюсь, що навіть не відчуваю, щоб я чогось навчався». В Оппенгеймера склалися неприязні відносини з його викладачем, Патріком Блекеттом, майбутнім лауреатом Нобелівської премії з фізики. За словами друга Оппенгеймера Френсіса Фергюссона, Оппенгеймер одного разу зізнався, що залишив на столі Блекетта отруєне яблуко, однак батьки Оппенгеймера переконали керівництво університету не виключати його. Немає жодних документів ані про цю спробу отруєння, ані про призначений Оппенгеймеру після цього випробувальний термін, однак відомо, що Оппенгеймер регулярно відвідував психіатра у Лондоні. Оппенгеймер був високим худим завзятим курцем. Під час активної роботи він часто забував про їжу. Протягом усього життя Оппенгеймера мучили періоди депресії, і одного разу він сказав своєму братові: «Фізика потрібна мені більше, ніж друзі».
У 1926 році Оппенгеймер залишив Кембридж і відправився в Геттінгенський університет, щоб навчатися під керівництвом Макса Борна. У той час Геттінген був одним з провідних центрів теоретичної фізики у світі. Оппенгеймер знайшов там друзів, які згодом добилися великих наукових успіхів: Вернера Гейзенберга, Паскуаля Йордана, Вольфганга Паулі, Поля Дірака, Енріко Фермі, Едварда Теллера та інших. Оппенгеймер захоплювався дискусіями, і навіть постійно переривав доповідачів на семінарі, дратуючи цим колег. Марія Гепперт передала Борну петицію, в якій вона та інші учасники семінару погрожували бойкотувати заняття, якщо Борн не змусить Оппенгеймера заспокоїтися. Борн так поклав цю петицію на своєму столі, щоб Оппенгеймер зміг її прочитати, і це принесло потрібний результат без слів.
Роберт Оппенгеймер захистив дисертацію на ступінь доктора філософії в березні 1927 року, у віці 23 років, під науковим керівництвом Макса Борна. Професор Джеймс Франк, який приймав усний іспит Оппенгеймера, після іспиту сказав: «Добре, що це скінчилося. Він ледь не почав сам мене екзаменувати». Перебуваючи в Європі, Оппенгеймер опублікував понад десять робіт, у тому числі багато важливих результатів з квантової механіки. Спільно з Борном він опублікував відому статтю про наближення Борна–Оппенгеймера, яке відокремлює рух ядер від руху електронів для спрощення розрахунків структури молекул. Цей результат став його найбільш цитованою науковою роботою.

### Початок кар'єри

#### Викладання в Калтеху і Берклі

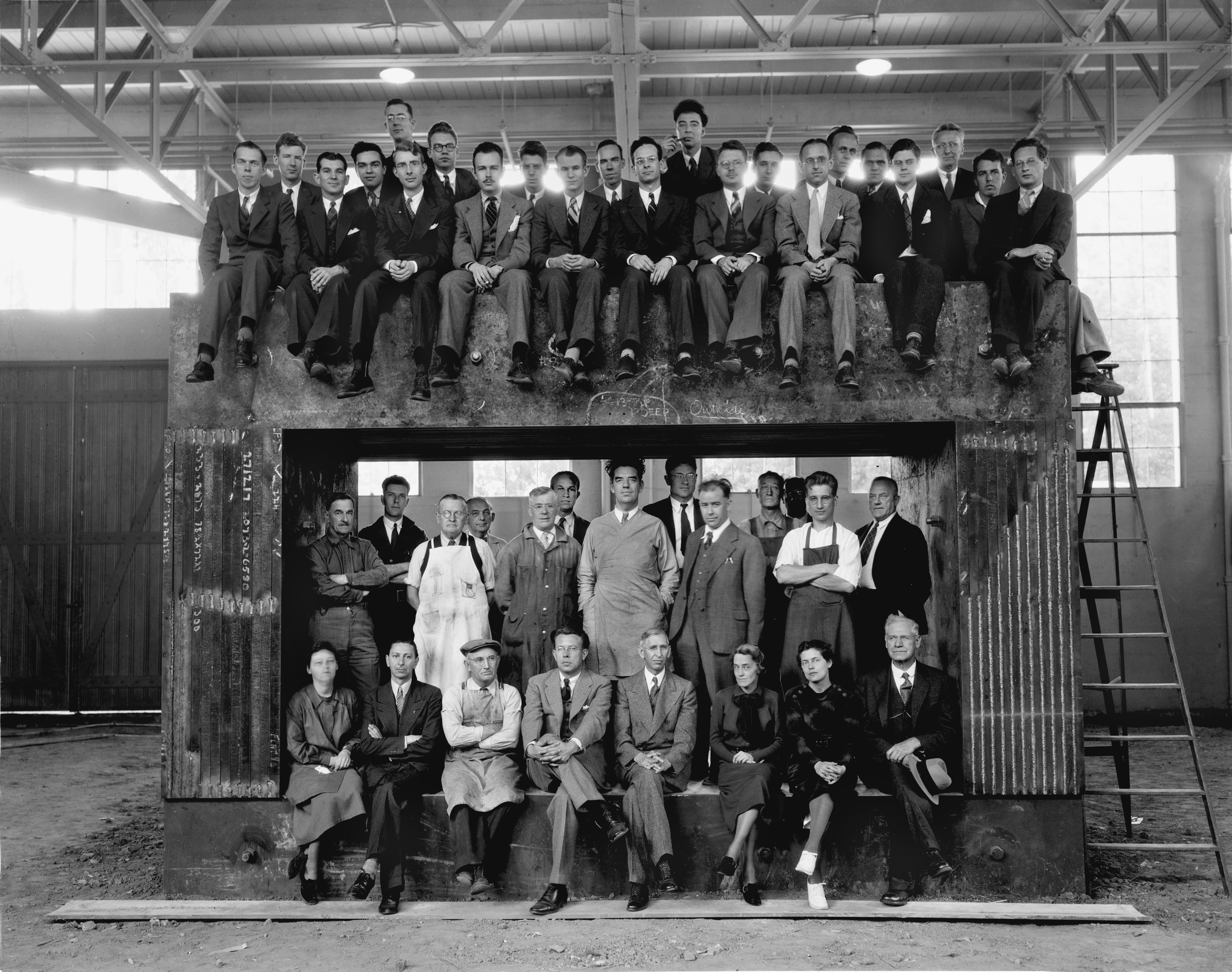
Співробітники радіаційної лабораторії Каліфорнійського університету (включно з Нобелівськими лауреатами Лоуренсом, Макмілланом та Альваресом) на магнітному ярмі для 1,5-метрового циклотрона, 1938 рік. Оппенгеймер — висока фігура, яка тримає люльку у верхньому ряду, праворуч від центру.

У вересні 1927 року Оппенгеймер подав заявку і отримав від Національної науково-дослідної ради стипендію на проведення робіт в Калтеху. Однак Бріджмен також хотів, щоб Оппенгеймер працював у Гарварді, і як компроміс той розділив свою стипендію на 1927–28 навчальний рік між Гарвардом у 1927 році та Калтехом у 1928 році. В Калтеху Оппенгеймер близько зійшовся з Лайнусом Полінгом; вони планували організувати спільний «наступ» на природу хімічного зв'язку, — дослідження, в яких Полінг був піонером. Оппенгеймер зайнявся б математичною частиною, а Полінг інтерпретував би результати. Однак їхня співпраця (а заразом і дружба) припинилися після того, як Оппенгеймер запропонував дружині Полінга, Аві Полінг, романтичну зустріч у Мексиці. Пізніше Оппенгеймер запрошував Полінга очолити хімічний відділ Мангеттенського проєкту, але Полінг відмовився, заявивши, що він пацифіст.
Восени 1928 року Оппенгеймер відвідав інститут Пауля Еренфеста в Лейденському університеті в Нідерландах, де він вразив всіх читанням лекцій нідерландською мовою, незважаючи на малий час, який він мав на опанування цієї мови. Там йому дали прізвисько «Оп'є», пізніше англізоване його студентами як «Оппі». З Лейдена він поїхав до Швейцарського федерального технологічного інституту у Цюриху, щоб працювати з Вольфгангом Паулі над квантовою механікою. Оппенгеймер поважав і любив Паулі і, можливо, наслідував його особистий стиль, а також його критичний підхід до наукових задач.
Повернувшись до США, Оппенгеймер обійняв посаду асоційованого професора Каліфорнійського університету в Берклі, де Реймонд Бірдж так сильно хотів залучити його до очолюваного ним фізичного факультету, що навіть дозволив Оппенгеймеру зберегти його позицію в Калтесі.
Перед тим, як Оппенгеймер почав працювати професором у Берклі, у нього діагностували легку форму туберкульозу, і він провів кілька тижнів зі своїм братом Френком на ранчо в Нью-Мексико, яке він орендував, а згодом придбав. Пізніше він говорив, що фізика і пустеля були його «двома великими коханнями». Він одужав від туберкульозу та повернувся до Берклі, де досяг великих успіхів як радник і співавтор багатьох фізиків, які захоплювалися його інтелектом і широтою його інтересів. Його студенти та колеги вважали його гіпнотичним у приватному спілкуванні, хоч часто й холодним у публічніших місцях. Його колеги розділилися на два табори: одні бачили в ньому відчуженого і вражаючого генія й естета, інші — претензійного й невпевненого в собі позера. Його учні майже завжди належали до першого табору, переймаючи його ходу, мову та манери, включаючи його схильність читати тексти мовами оригіналу. Ганс Бете сказав про нього:
|  | Ймовірно, найважливішою складовою, яку він привніс у своє викладання, був його вишуканий смак. Він завжди знав, які задачі важливі, про що свідчить його вибір тем. Він справді жив із цими задачами, намагаючись знайти розв'язки, і висловлював свою стурбованість групі. У період розквіту в його групі було близько восьми чи десяти аспірантів і близько шести постдоків. Він зустрічався з цією групою раз на день у своєму кабінеті і обговорював один за одним статус дослідницької задачі студента. Його цікавило все, і за один день вони могли обговорити квантову електродинаміку, космічні промені, утворення електронних пар і ядерну фізику.Оригінальний текст (англ.) Probably the most important ingredient he brought to his teaching was his exquisite taste. He always knew what were the important problems, as shown by his choice of subjects. He truly lived with those problems, struggling for a solution, and he communicated his concern to the group. In its heyday, there were about eight or ten graduate students in his group and about six Post-doctoral Fellows. He met this group once a day in his office and discussed with one after another the status of the student's research problem. He was interested in everything, and in one afternoon they might discuss quantum electrodynamics, cosmic rays, electron pair production and nuclear physics. |

Оппенгеймер тісно співпрацював із лауреатом Нобелівської премії, фізиком-експериментатором Ернестом Лоуренсом у піонерських дослідженнях циклотронів, допомагаючи їм зрозуміти дані, які їхні пристрої отримували в радіаційній лабораторії Берклі (теперішній Національній лабораторії Лоуренса). 1936 року Берклі підвищив його до повного професора з річною зарплатою 3300 доларів США (що еквівалентно 70000$ у 2022 році). Натомість його попросили скоротити його викладання в Калтеху. Було досягнуто компромісу, згідно з яким Берклі звільняв його на шість тижнів щороку, чого вистачало, щоб викладати один семестр у Калтеху.

#### Передвоєнна наукова робота
Оппенгеймер провів важливі дослідження в теоретичній астрофізиці (особливо у зв'язку із загальною теорією відносності та ядерною фізикою), ядерній фізиці, спектроскопії та квантовій теорії поля (включаючи квантову електродинаміку). Його увагу також привертав формалізм релятивістської квантової механіки, хоч він і сумнівався в його достовірності. Його теоретичні роботи передбачили багато пізніших відкриттів, включаючи нейтрон, мезон і нейтронні зорі.
Спочатку його основним інтересом була теорія неперервного спектра. Його перша опублікована стаття в 1926 році стосувалася квантової теорії спектрів молекулярних смуг. Він розробив метод для розрахунку ймовірностей переходів у спектрі. Він розрахував фотоелектричний ефект для водню та рентгенівського випромінювання, отримавши показник поглинання на К-краї, і його розрахунки узгодилися зі спостереженнями поглинання рентгенівського випромінювання Сонця.
Оппенгеймер зробив важливий внесок у теорію злив космічних променів. Працював також над проблемою автоелектронної емісії. Ця робота сприяла розвитку концепції квантового тунелювання. 1931 року разом зі своїм учнем Гарві Голлом він написав статтю «Релятивістська теорія фотоелектричного ефекту», в якій, спираючись на емпіричні дані, він заперечив твердження Дірака про те, що два енергетичні рівні атома водню мають однакову енергію. Згодом його аспірант Вілліс Лемб визначив, що це було наслідком того, що стало відомо як лембів зсув, за що Лемб здобув Нобелівську премію з фізики в 1955 році.
Разом з Мельбою Філліпс, першою своєю аспіранткою, Оппенгеймер працював над розрахунками штучної радіоактивності під час бомбардування дейтронами. Коли Ернест Лоуренс і Едвін Макміллан бомбардували ядра дейтронами, вони виявили, що результати близько узгоджуються з передбаченнями Георгія Гамова, але коли йшлося про вищі енергії та важчі ядра, результати не відповідали теорії. 1935 року Оппенгеймер і Філліпс розробили теорію, яка стала знана як процес Оппенгеймера-Філліпс і пояснила експериментальні результати.
Ще в 1930 році Оппенгеймер написав статтю, в якій передбачив існування позитрона. Це сталося після статті Дірака, яка припускала, що електрони можуть мати позитивний заряд. У статті Дірака було введено рівняння, пізніше знане як рівняння Дірака, яке об'єднало квантову механіку, спеціальну теорію відносності та нову на той час концепцію спіна електрона, щоб пояснити ефект Зеемана. Спираючись на сукупність експериментальних фактів, Оппенгеймер відкинув ідею, що передбачувані позитивно заряджені електрони були протонами. Він стверджував, що вони повинні мати таку ж масу, як і електрон, тоді як експерименти показали, що протони набагато важчі за електрони. Через два роки Карл Андерсон відкрив позитрон, за що в 1936 році здобув Нобелівську премію з фізики.
Наприкінці 1930-х років Оппенгеймер зацікавився астрофізикою, ймовірно, через дружбу з Річардом Толменом. Це призвело до цілої серії наукових робіт. У першій з них, «Про стабільність зоряних нейтронних ядер» (1938), написаній у співавторстві з Робертом Сербером, Оппенгеймер досліджував властивості білих карликів. Після цього була стаття, написана спільно з одним із його студентів, Джорджем Волковим, «Про масивні нейтронні ядра», яка продемонструвала, що існує межа максимальної маси нейтронні зорі, відома тепер як межа Толмена–Оппенгеймера–Волкова. 1939 року Оппенгеймер та інший його учень, Гартленд Снайдер, опублікували статтю «Про триваюче гравітаційне скорочення», в якій передбачили існування того, що пізніше стали називати чорними дірами. Ці статті залишаються наступними найцитованішими його роботами після статті про наближення Борна-Оппенгеймера. Вони стали важливим поштовхом для відродження астрофізичних досліджень у США у 1950-х роках, особливо для робіт Джона Вілера.
Статті Оппенгеймера вважалися складними для розуміння. Він любив використовувати елегантні, але складні, математичні методи для демонстрації фізичних принципів. Іноді його критикували за математичні помилки, ймовірно, через поспіх. Його учень Снайдер казав: «Його фізика була хороша, але його арифметика жахлива».
Після Другої світової війни Оппенгеймер опублікував лише п'ять наукових статей, і жодної статті після 1950 року. Мюррей Гелл-Манн, майбутній нобелівський лауреат, який як запрошений вчений працював з Оппенгеймером в Інституті перспективних досліджень у 1951 році, висловив таку думку:
|  | Він не мав посидючості. Наскільки я знаю, він ніколи не писав довгих статей і не робив довгих розрахунків, нічого подібного. Він не мав на це терпіння; його власна робота складалася з невеликих проблисків, але дуже яскравих. Але він надихав інших людей на роботу, і його вплив був фантастичним.Оригінальний текст (англ.) [He didn't have Sitzfleisch, "sitting flesh," when you sit on a chair. As far as I know, he never wrote a long paper or did a long calculation, anything of that kind. He didn't have patience for that; his own work consisted of little aperçus, but quite brilliant ones. But he inspired other people to do things, and his influence was fantastic.] Помилка: {{Lang}}: текст вже має курсивний шрифт (допомога) |

### Мангеттенський проєкт

#### Заснування Мангеттенського проєкту
9 жовтня 1941 року, за два місяці до вступу Сполучених Штатів у Другу світову війну, президент Франклін Делано Рузвельт схвалив програму термінової розробки атомної бомби. Ернест Лоуренс залучив Оппенгеймера до проєкту 21 жовтня. 18 травня 1942 року голова Національного комітету оборонних досліджень Джеймс Конант, який був одним із викладачів Оппенгеймера в Гарварді, попросив Оппенгеймера зробити розрахунок швидких нейтронів, і Оппенгеймер із завзяттям взявся за цю задачу. Він обійняв посаду «координатора швидкого розриву»: «швидкий розрив» (rapid rupture) — це технічний термін, який відноситься до поширення ланцюгової реакції швидких нейтронів в атомній бомбі. Однією з перших його дій було проведення літньої школи з теорії атомної бомби в Берклі. В розрахунках того, що потрібно було зробити для виготовлення бомби, були зайняті як європейські фізики, так і учні самого Оппенгеймера. До цієї групи входили Роберт Сербер, Еміль Конопінський, Фелікс Блох, Ганс Бете, Едвард Теллер.

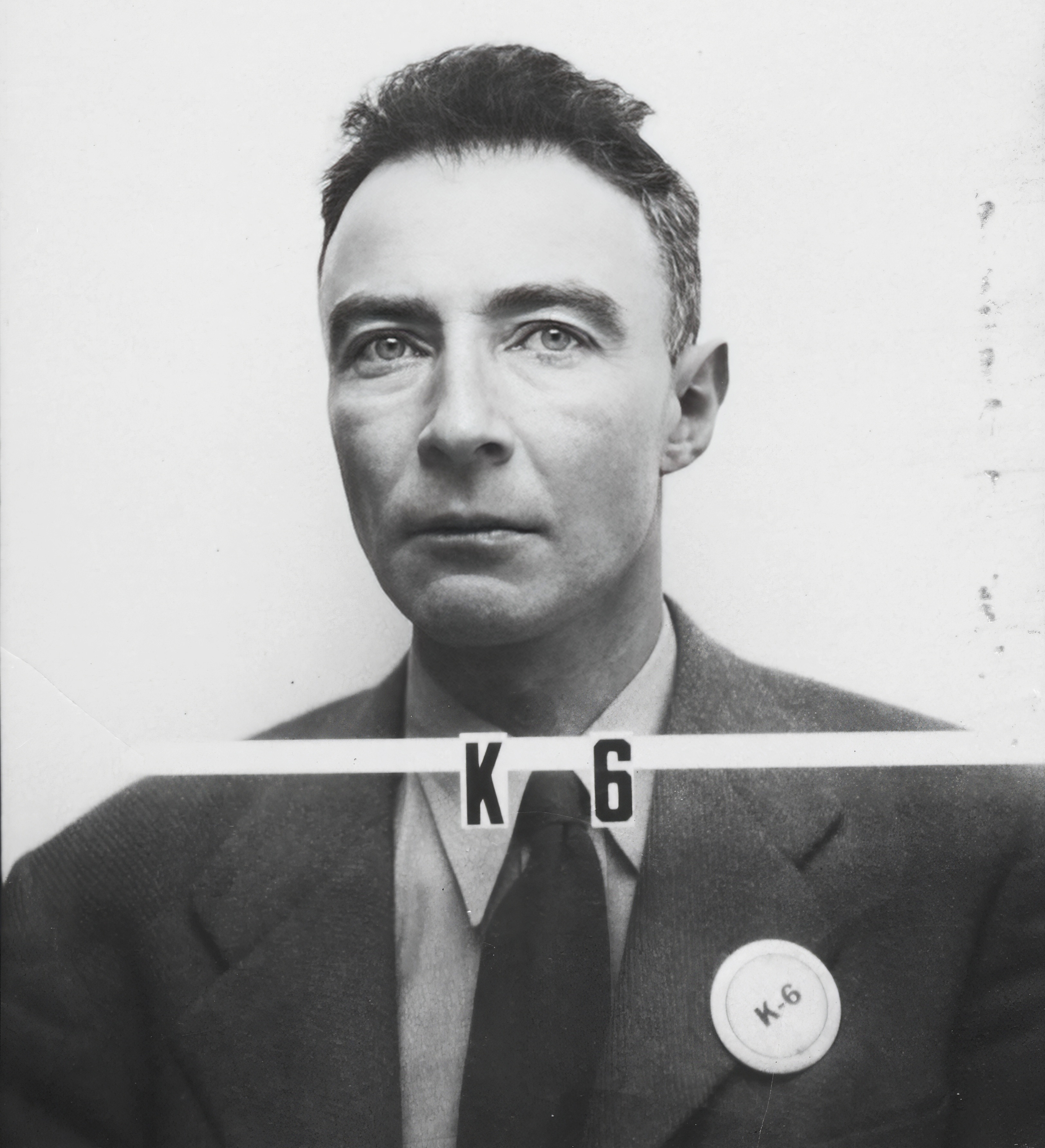
Фото Оппенгеймера з Лос-Аламоської лабораторії

У червні 1942 року армія США створила Мангеттенський інженерний округ, який мав проводити роботи зі створення атомної бомби. Почався процес передачі відповідальності від Управління наукових досліджень і розробок військовим. У вересні бригадний генерал Леслі Гровз був призначений директором того, що тепер відомо як Мангеттенський проєкт. До 12 жовтня 1942 року Гровз і Оппенгеймер вирішили, що для безпеки та згуртованості їм необхідно створити централізовану таємну дослідницьку лабораторію у віддаленому місці.
Точно невідомо, коли Гровз обрав Оппенгеймера очолити секретну лабораторію проєкту. Це рішення здивувало багатьох, оскільки Оппенгеймер мав ліві політичні погляди і раніше не керував великими проєктами. Гровз хвилювався, що оскільки Оппенгеймер не мав Нобелівської премії, його наукова вага могла бути недостатньою, щоб керувати маститими колегами, однак Гровз був вражений унікальним розумінням Оппенгеймером практичних аспектів проєкту та широтою його знань. Як військовий інженер, Гровз знав, що це буде життєво важливо для міждисциплінарного проєкту, який включатиме не лише фізику, але й хімію, металургію, боєприпаси та інженерію. Гровз також помітив у Оппенгеймері щось, чого не розуміли багато інших, — «самовпевнену амбітність», яка, на думку Гровза, дасть поштовх, необхідний для успішного завершення проєкту. Минулі зв'язки Оппенгеймера не залишилися поза увагою, але 20 липня 1943 року Гровз наказав надати йому безпековий дозвіл «без затримки, незалежно від інформації, яку ви маєте стосовно пана Оппенгеймера. Він абсолютно важливий для проєкту». Рабі вважав призначення Оппенгеймера «дійсно геніальною ідеєю з боку генерала Гровза, якого загалом не вважали генієм».
Оппенгеймер віддав перевагу розміщенню лабораторії в Нью-Мексико, неподалік від свого ранчо. 16 листопада 1942 року він, Гровз та інші відвідали місце, де планувалось звести лабораторію. Оппенгеймер побоювався, що високі скелі навколо нього викликають клаустрофобію, і був занепокоєний можливістю затоплення. Тому він запропонував інше місце, яке він добре знав: столову гору поблизу Санта-Фе, де була приватна школа для хлопчиків Лос-Аламоська ранчо-школа. Інженери були стурбовані поганою під'їзною дорогою та водопостачанням, але в інших відношеннях вважали це місце ідеальним. Лос-Аламоську лабораторію побудували на місці школи, зайнявши деякі з її будівель. Також багато нових будівель було зведено з великим поспіхом. У лабораторії Оппенгеймер зібрав групу найкращих фізиків того часу, яких він називав «світилами».
Спочатку Лос-Аламос мав бути військовою лабораторією, а Оппенгеймер та інші дослідники мали бути зараховані до армії. Оппенгеймер навіть замовив собі форму підполковника та спробував пройти військову медичну перевірку, однак не пройшов. Військові лікарі вважали його вагу 58 кг недостатньою, діагностували у нього хронічний кашель, викликаний туберкульозом, і були стурбовані його хронічним болем у крижових суглобах. План зарахування вчених до армії остаточно провалився, коли на нього не погодились Рабі та Бечер. Тоді Конант, Гровз і Оппенгеймер вигадали компроміс, за яким Каліфорнійський університет керував лабораторією за контрактом з військовим міністерством. Невдовзі виявилося, що Оппенгеймер сильно недооцінив масштаби проєкту: Лос-Аламос зріс із кількох сотень людей у 1943 році до понад 6000 у 1945 році.
Спочатку Оппенгеймер мав труднощі з організаційним поділом великих наукових груп, але швидко навчився мистецтву великомасштабного управління. Колеги відзначали його глибоке розуміння всіх наукових аспектів проєкту та за його зусилля контролювати неминучі культурні конфлікти між вченими та військовими. Віктор Вайскопф писав:
|  | Оппенгеймер направляв ці дослідження, теоретичні та експериментальні, у прямому сенсі. Тут вирішальним фактором була його дивовижна швидкість розуміння головних моментів будь-якої теми; він міг ознайомитися з істотними деталями кожної частини роботи. Він не керував з головного офісу. Він був інтелектуально і фізично присутній на кожному вирішальному кроці. Він був присутній у лабораторії чи в семінарських кімнатах, коли вимірювався новий ефект, коли виникала нова ідея. Справа не в тому, що він вніс багато ідей чи пропозицій; він іноді щось вносив, але його головний вплив полягав в іншому. Саме його неперервна та інтенсивна присутність викликала в усіх нас відчуття безпосередньої участі; це створило унікальну атмосферу ентузіазму та виклику, яка пронизувала це місце протягом усього часу.Оригінальний текст (англ.) Oppenheimer directed these studies, theoretical and experimental, in the real sense of the words. Here his uncanny speed in grasping the main points of any subject was a decisive factor; he could acquaint himself with the essential details of every part of the work. He did not direct from the head office. He was intellectually and physically present at each decisive step. He was present in the laboratory or in the seminar rooms, when a new effect was measured, when a new idea was conceived. It was not that he contributed so many ideas or suggestions; he did so sometimes, but his main influence came from something else. It was his continuous and intense presence, which produced a sense of direct participation in all of us; it created that unique atmosphere of enthusiasm and challenge that pervaded the place throughout its time. |

#### Розробка ядерної зброї

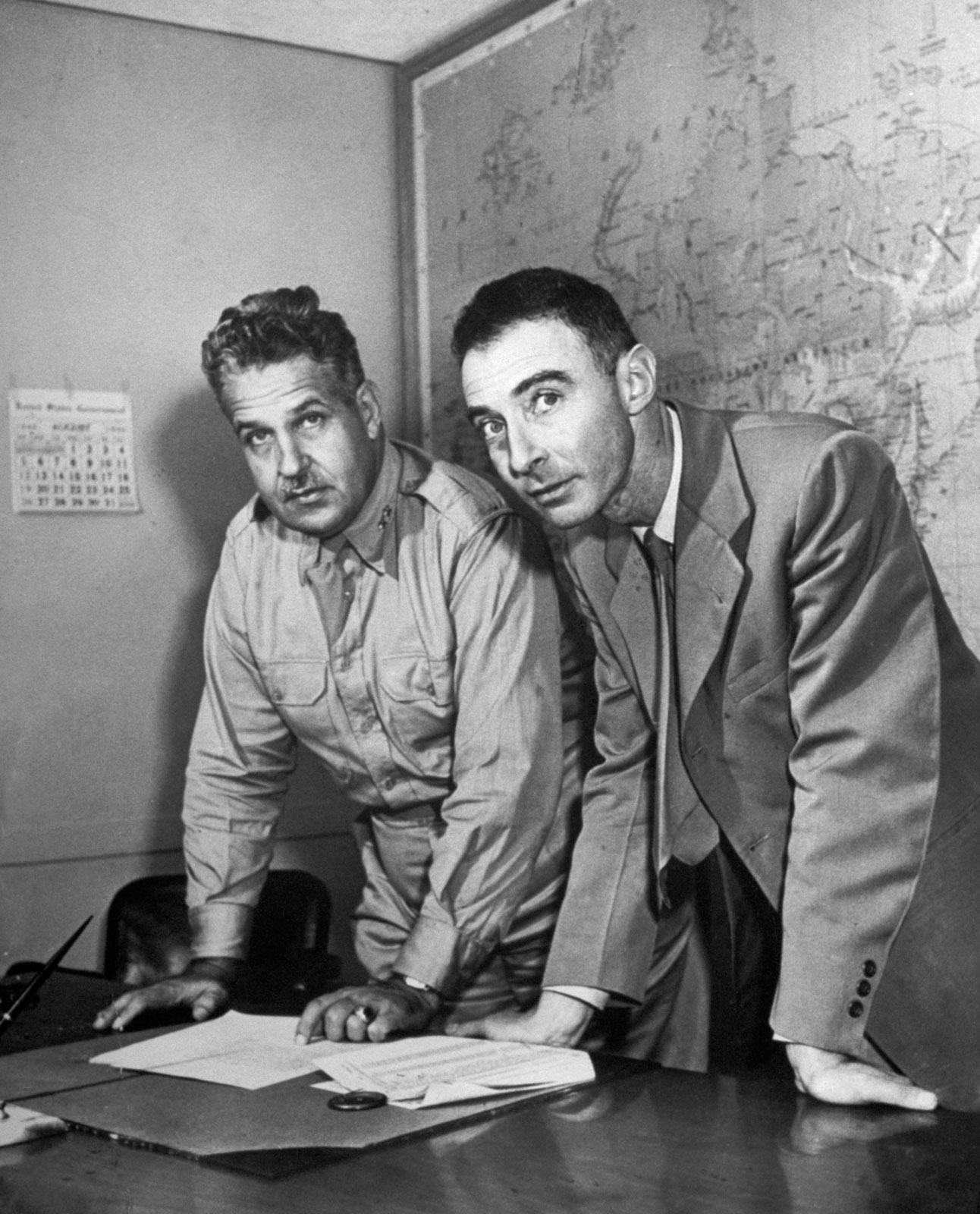
Леслі Гровз, військовий керівник Мангеттенського проєкту, і Оппенгеймер у 1942 році

У 1943 році зусилля були спрямовані на розробку плутонієвої зброї поділу гарматного типу під назвою «Худий». Початкові дослідження властивостей плутонію проводилися з використанням генерованого на циклотроні плутонію-239, який був надзвичайно чистим, але міг бути створений лише в невеликих кількостях. Коли Лос-Аламос отримав перший зразок плутонію з графітового реактора X-10 у квітні 1944 року, була виявлена проблема: створений у реакторі плутоній мав вищу концентрацію плутонію-240, що робило його непридатним для використання у зброї гарматного типу.
У липні 1944 року Оппенгеймер відмовився від конструкції гарматного типу на користь зброї імплозійного типу. Використовуючи хімічні вибухові лінзи, субкритичну сферу матеріалу, здатного до поділу, можна стиснути в меншу та щільнішу форму. Металу потрібно було подолати лише дуже короткі відстані, тому критична маса буде зібрана за набагато менший час. У серпні 1944 року Оппенгеймер здійснив масштабну реорганізацію лабораторії в Лос-Аламосі, щоб зосередитися на імплозії. Лише в одній групі він зосередив зусилля з розробки пристрою гарматного типу простішої конструкції, здатного працювати лише з ураном-235. У лютому 1945 року цей пристрій став бомбою «Малюк». Після грандіозних дослідницьких зусиль на зустрічі в кабінеті Оппенгеймера 28 лютого 1945 року була завершена складніша конструкція пристрою для імплозії, відомого як «пристрій Крісті» (на честь Роберта Крісті, учня Оппенгеймера).
У травні 1945 року було створено Тимчасовий комітет для надання консультацій і звітів щодо воєнної та повоєнної політики щодо використання ядерної енергії. Тимчасовий комітет створив наукову комісію, що складалася з Оппенгеймера, Комптона, Фермі та Лоуренса, щоб консультувати його з наукових питань. У своєму виступі перед Тимчасовим комітетом комісія висловила свою думку не лише щодо ймовірних фізичних наслідків атомної бомби, але й щодо її ймовірних військових і політичних наслідків. Це включало думки щодо таких чутливих питань, як те, чи слід повідомляти Радянський Союз про зброю перед її використанням проти Японії.

#### Випробування й застосування ядерної зброї

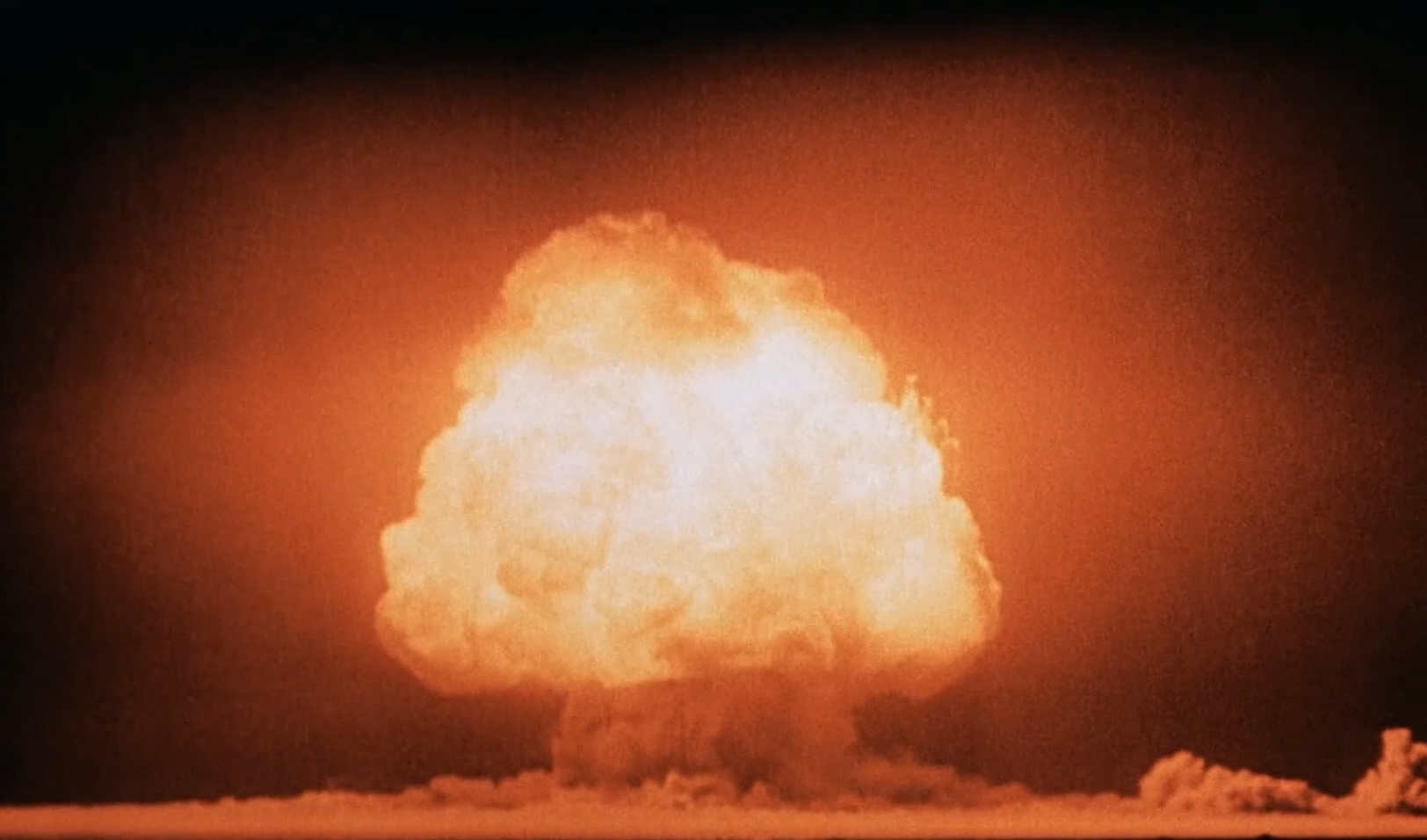
Випробування Триніті стало першим в історії підривом ядерного пристрою

Вранці 16 липня 1945 року поблизу Аламогордо в Нью-Мексико пройшло перше в світі випробування ядерної зброї. У середині 1944 року Оппенгеймер назвав місце випробування «Триніті» («Трійця» англійською), пізніше розповівши, що взяв назву зі «Священних сонетів» Джона Донна. З творчістю Донна ого познайомила в 1930-х роках Джин Тетлок, яка покінчила з собою в січні 1944 року.
Бригадний генерал Томас Фаррелл, який був присутній у контрольному бункері разом з Оппенгеймером, згадував:
|  | Доктор Оппенгеймер, на плечі якого лежав дуже важкий тягар, напружився з плином останніх секунд. Він ледве дихав. Він тримався за стовп, щоб встояти. Кілька останніх секунд він дивився прямо перед собою, а потім, коли диктор вигукнув «Зараз!» і стався цей величезний спалах світла, за яким невдовзі послідував глибокий гуркіт вибуху, його обличчя розслабилось у виразі неймовірного полегшення.Оригінальний текст (англ.) Dr. Oppenheimer, on whom had rested a very heavy burden, grew tenser as the last seconds ticked off. He scarcely breathed. He held on to a post to steady himself. For the last few seconds, he stared directly ahead and then when the announcer shouted "Now!" and there came this tremendous burst of light followed shortly thereafter by the deep growling roar of the explosion, his face relaxed into an expression of tremendous relief. |

Брат Оппенгеймера Френк згадував, що першими словами Оппенгеймера було: «Здається, це спрацювало».

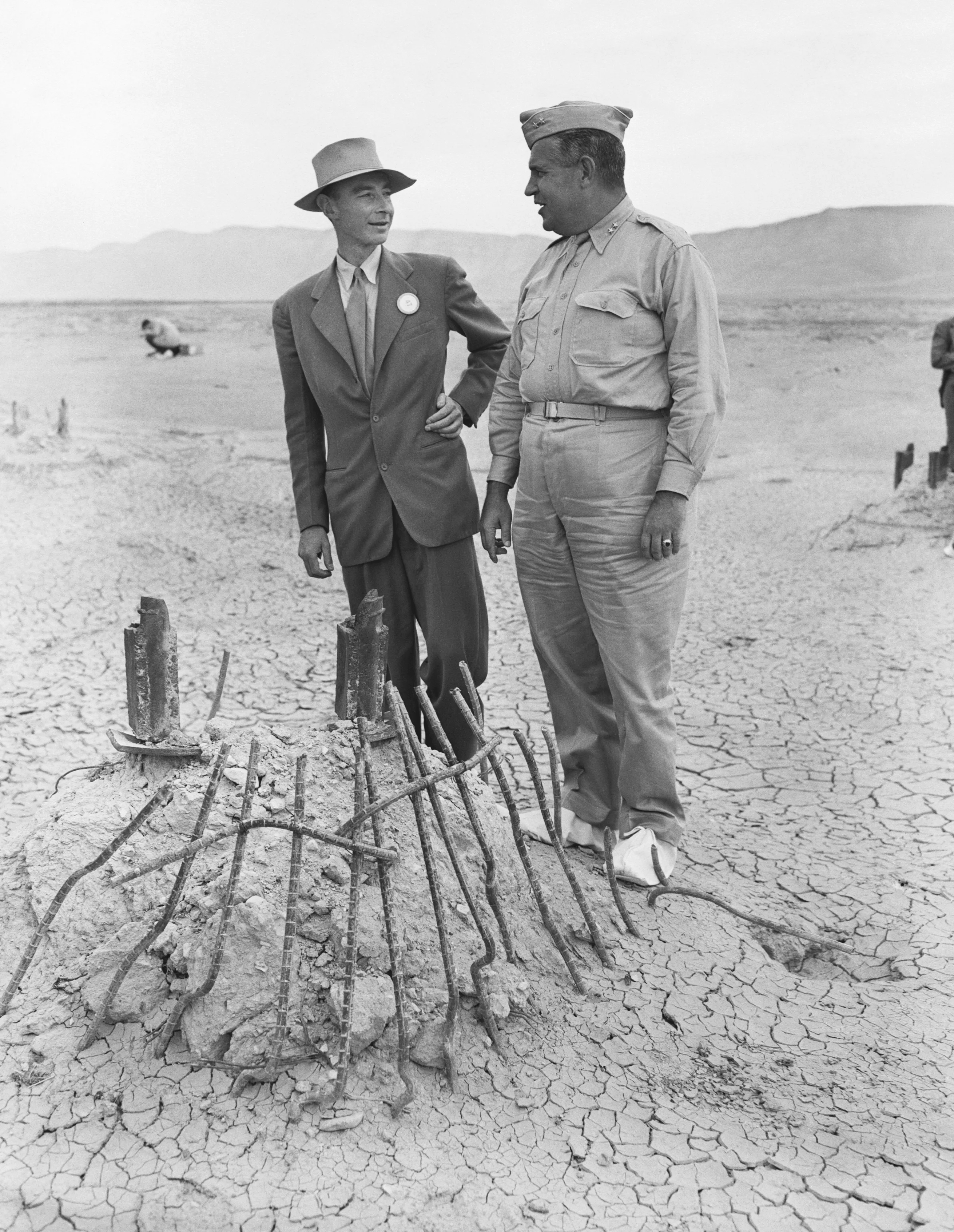
Оппенгеймер і Гровз біля залишків випробувальної вежі Триніті. Оппенгеймер носить свій фірмовий капелюх — поркпай. Білі бахіли захищають від радіації.

Згідно з профілем журналу 1949 року, коли він був свідком вибуху, Оппенгеймер згадав вірші з «Бгаґавад Ґіти»: «Якби сяйво тисячі сонць вибухнуло на небі одночасно, це було б схоже на блиск могутнього … Тепер я став Смертю, руйнівником світів». 1965 року він згадував цей момент так:
|  | Ми знали, що світ не буде таким, як раніше. Кілька людей сміялися, кілька людей плакали. Більшість людей мовчали. Я згадав рядок з індуїстського писання "Бгаґавад-Ґіта"; Вішну намагається переконати принца виконувати свій обов’язок і, щоб справити на нього враження, приймає свій багаторукий вигляд і каже: «Тепер я став Смертю, руйнівником світів». Мабуть, ми всі так чи інакше так думали.Оригінальний текст (англ.) [We knew the world would not be the same. A few people laughed, a few people cried. Most people were silent. I remembered the line from the Hindu scripture, the Bhagavad Gita; Vishnu is trying to persuade the Prince that he should do his duty and, to impress him, takes on his multi-armed form and says, "Now I am become Death, the destroyer of worlds." I suppose we all thought that, one way or another.] Помилка: {{Lang}}: текст вже має курсивний шрифт (допомога) |

Незважаючи на опозицію багатьох вчених проти використання бомби у Японії, Комптон, Фермі та Оппенгеймер вважали, що пробний вибух не переконає Японію капітулювати. 6 серпня 1945 року атомна бомба «Малюк» була скинута на Хіросіму, а 9 серпня «Товстун» був скинутий на Нагасакі. На зібранні 6 серпня в Лос-Аламосі, у вечір атомного бомбардування Хіросіми, Оппенгеймер вийшов на сцену і стиснув руки, «як боксер-переможець» під час овацій натовпу. Він висловив жаль, що зброя була готова занадто пізно для використання проти нацистської Німеччини.
Проте 17 серпня Оппенгеймер вирушив до Вашингтона, щоб вручити листа військовому міністру Генрі Стімсону, в якому висловив свою огиду та бажання заборонити ядерну зброю. У жовтні він зустрівся з президентом Гаррі Труменом, який відкинув занепокоєння Оппенгеймера щодо гонки озброєнь з Радянським Союзом і його переконання, що атомна енергетика має бути під міжнародним контролем. Трумен розлютився, коли Оппенгеймер сказав: «Пане президенте, я відчуваю, що на моїх руках кров». Трумен відповів, що він сам як президент несе повну відповідальність за рішення застосувати атомну зброю проти Японії. Пізніше Трумен сказав: «Я більше ніколи не хочу бачити цього сучого сина в цьому офісі».
Коли після бомбардувань Хіросіми та Нагасакі громадськість дізналася про Мангеттенський проєкт, Оппенгеймер одразу набув славу «батька атомної бомби», став національним речником науки, символом нового типу технократичної влади, з'явився на обкладинках журналів «Life» and «Time». За успішне керівництво Лос-Аламоською лабораторією Трумен у 1946 році нагородив Оппенгеймера медаллю «За заслуги». Ядерна фізика набула великої політичної ваги. Як і багато вчених його покоління, Оппенгеймер вважав, що захист від ядерної зброї може прийти лише через транснаціональну організацію, таку як нещодавно створена Організація Об'єднаних Націй, яка могла б зупинити ядерні перегони.

### Повоєнна діяльність

#### Інститут перспективних досліджень

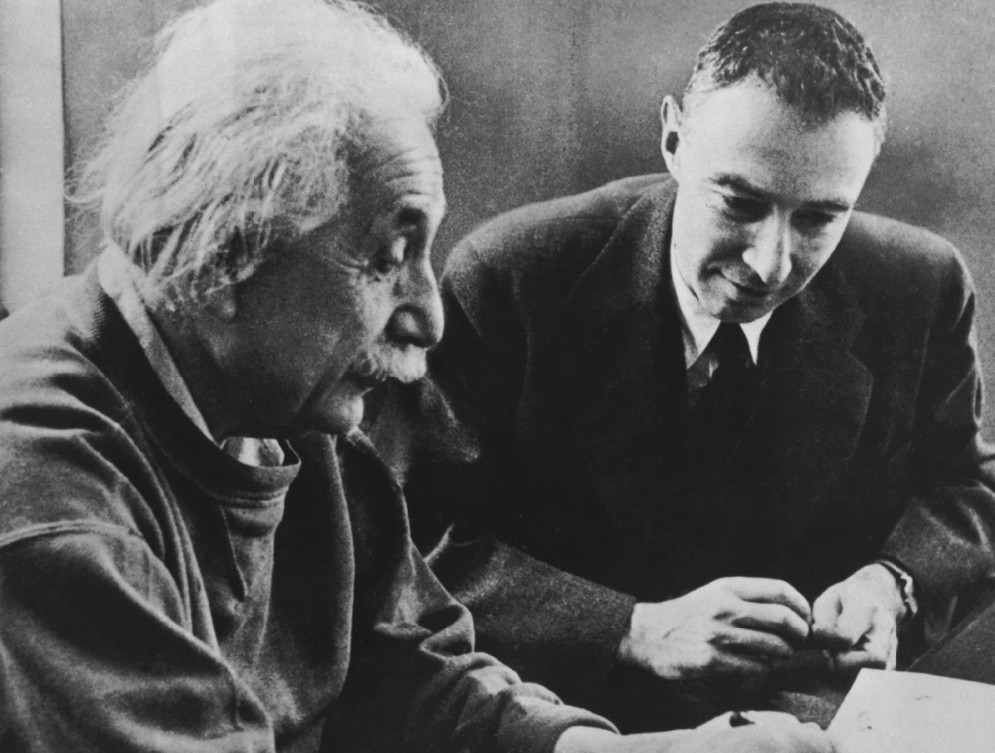
Оппенгеймер і Альберт Ейнштейн, близько 1950

У листопаді 1945 року Оппенгеймер покинув Лос-Аламос і повернувся до Каліфорнійського технологічного інституту, але незабаром виявив, що викладати йому вже не подобається. 1947 року він прийняв пропозицію Льюїса Штрауса стати директором Інституту перспективних досліджень у Принстоні, штат Нью-Джерсі. Для цього Оппенгеймеру треба було повернутись на схід США і залишити Рут Толмен, дружину його друга Річарда Толмена, з якою він почав роман після від'їзду з Лос-Аламоса. Робота в Принстоні забезпечила Оппенгеймеру зарплату 20 000 доларів на рік і безкоштовне житло в будинку директора, маєтку 17 століття з кухарем і доглядачем, оточеному 107 га лісів. В новому будинку Оппенгеймер збирав європейські меблі, твори мистецтва французьких постімпресіоністів і фовістів. Його колекція мистецтва включала роботи Сезанна, Дерена, Деспіо, де Вламінка, Пікассо, Рембрандта, Ренуара, Ван Гога та Вюяра.
Оппенгеймер зібрав у Принстоні провідних спеціалістів з різних дисциплін. Він особисто заохочував дослідження багатьох відомих вчених, у тому числі Фрімена Дайсона та дуету Ченьніна Янга та Цзундао Лі, які здобули Нобелівську премію за відкриття незбереження парності. Він також запровадив тимчасове членство для гуманітаріїв, наприклад, Томаса Еліота і Джорджа Кеннана. Це викликало обурення деяких членів математичного факультету, які хотіли, щоб Принстон й надалі залишався бастіоном точних наук. На думку Авраама Пейса, Оппенгеймер вважав неспроможність об'єднати природничників і гуманітаріїв однією зі своїх невдач в інституті.
Під час серії конференцій у Нью-Йорку з 1947 по 1949 рік фізики повернулись від воєнної роботи до теоретичних питань. Під керівництвом Оппенгеймера фізики взялися за вирішення найбільшої невирішеної проблеми передвоєнних років: нескінченних, розбіжних і, здавалося б, безглуздих виразів у квантовій електродинаміці елементарних частинок. Джуліан Швінгер, Річард Фейнман і Синітіро Томонага вирішували проблему регуляризації та розробили методи, які стали знані як ренормалізація. Фрімен Дайсон зміг довести, що їхні підходи давали схожі результати. Також розглядалася проблема поглинання мезонів і теорія Хідекі Юкави про мезони як частинки-носії сильної взаємодії. Запитання Оппенгеймера спонукали Роберта Маршака до інноваційної двомезонної гіпотези: насправді існує два типи мезонів, піони та мюони. Це призвело до прориву Сесіля Павелла та подальшої Нобелівської премії за відкриття піонів.
Оппенгеймер обіймав посаду директора інституту до 1966 року, коли він залишив її через погіршення здоров'я. Станом на 2023 рік, його директорство залишалось найдовшим в історії Інституту перспективних досліджень.

#### Комісія з атомної енергії

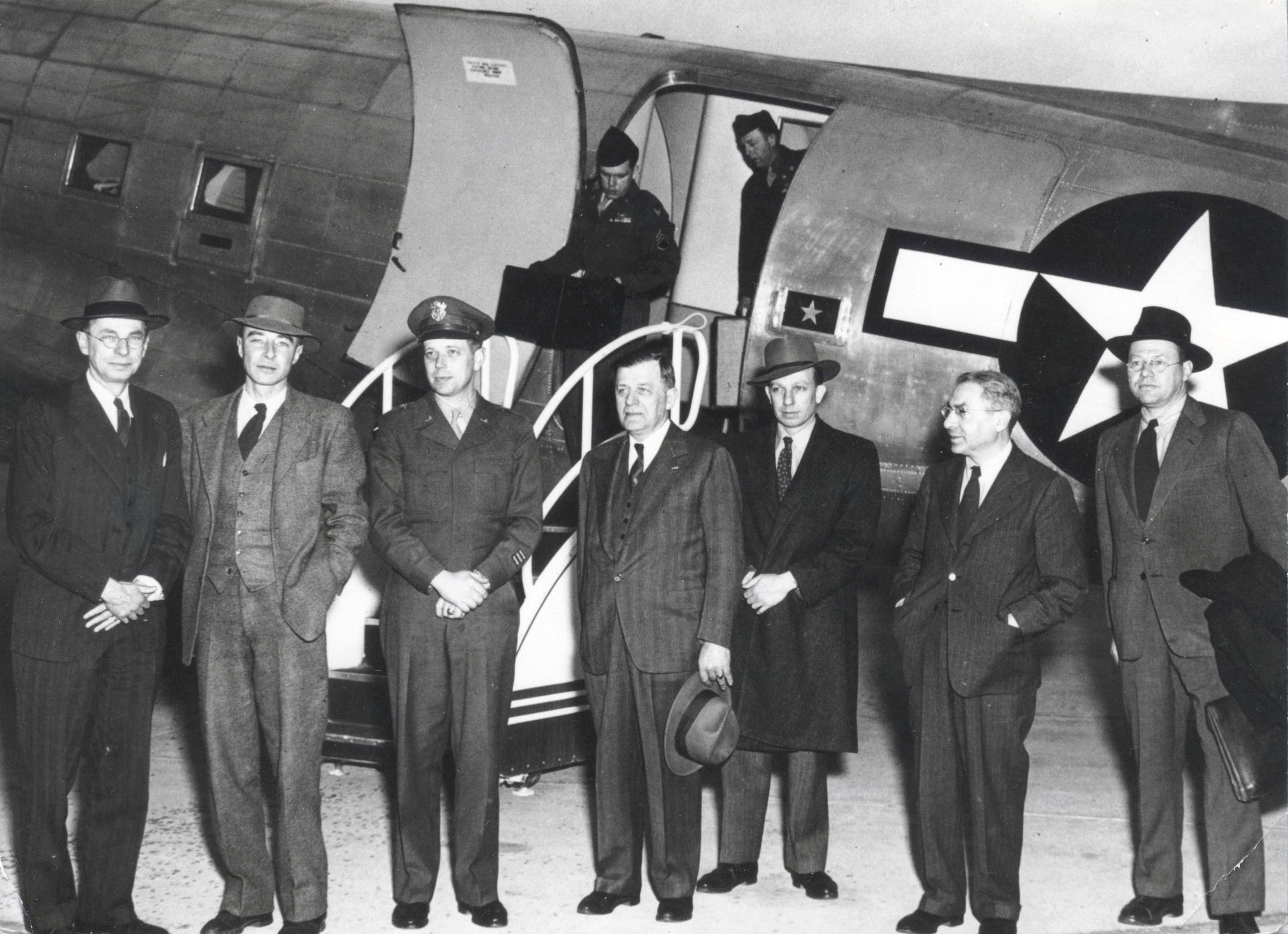
Генеральний консультативний комітет у 1947 році. Оппенгеймер другий зліва.

1947 року створено Комісію з атомної енергії — цивільну установу для контролю ядерних досліджень і зброї, і Оппенгеймера призначено головою її Генерального консультативного комітету. З цієї посади він давав поради про фінансування ядерних проєктів, будівництво лабораторій та навіть міжнародну політику, хоча інші державні органи не завжди дослухалися до цих порад. Як голова Генерального консультативного комітету, Оппенгеймер активно лобіював міжнародний контроль над озброєннями та фінансування фундаментальної науки, а також намагався вплинути на політику, щоб уникнути гонки озброєнь.
Перше випробування атомної бомби Радянським Союзом у серпні 1949 року відбулося раніше, ніж очікували американці, і протягом наступних кількох місяців в американських урядових, військових і наукових колах точилися гострі дебати стосовно того, чи продовжувати розробку набагато потужнішої термоядерної бомби на основі ядерного синтезу, тоді відомої як проєкт «Супер». Оппенгеймер знав про можливість створення термоядерної зброї ще з часів Мангеттенського проєкту і в той час навіть дозволив провести деякі теоретичні дослідження в цьому напрямку, але не більше того, враховуючи нагальну потребу в розробці зброї ділення. Відразу після закінчення війни Оппенгеймер виступив проти продовження роботи над проєктом «Супер» через відсутність потреби та величезні жертви, які б спричинило його використання.
У жовтні 1949 року Оппенгеймер і Генеральний консультативний комітет рекомендували не розробляти проєкт «Супер». Оппенгеймер та інші члени комітету керувалися етичними міркуваннями про неприйнятність масового знищення цивільного населення та практичними складнощами, пов'язаними з відсутністю працездатного проєкту термоядерної бомби. Комітет не переймався можливістю розробки термоядерної зброї в СРСР, бо вважав, що США завжди зможуть відповісти на термоядерну атаку достатньою кількістю ядерної зброї. Також Оппенгеймер та інші члени комітету були стурбовані альтернативною вартістю переорієнтації ядерних реакторів з виробництва матеріалів для ядерних бомб на матеріали для термоядерної зброї, такі як тритій.
Більшість членів Комісії з атомної енергії згодом схвалила рекомендацію Генерального консультативного комітету, і Оппенгеймер уже вірив, що розробку проєкту «Супер» вдасться зупинити, але прихильники термоядерної зброї енергійно лобіювали Білий дім. 31 січня 1950 року Трумен прийняв офіційне рішення продовжити розробку термоядерної зброї. Оппенгеймер та інші противники проєкту, особливо Джеймс Конант, були розчаровані та навіть розглядали можливість вийти з комітету.
У 1951 році Едвард Теллер і математик Станіслав Улям розробили проєкт Теллера-Уляма для водневої бомби. Ця нова конструкція здавалася технічно здійсненною, й Оппенгеймер офіційно приєднався до розробки зброї, все ще шукаючи фактори, які могли б завадити її тестуванню чи використанню. Пізніше він згадував:
|  | Програма, яку ми мали в 1949 році, була вимученою річчю, про яку можна було стверджувати, що вона не мала великого технічного сенсу. Тому можна було стверджувати, що ви не хочете її, навіть якщо ви могли б її отримати. Програма 1951 року була технічно настільки солодкою, що з нею не можна було сперечатися. Залишились тільки військові, політичні та гуманістичні питання про те, що ви збираєтеся з нею робити, коли вона у вас буде.Оригінальний текст (англ.) The program we had in 1949 was a tortured thing that you could well argue did not make a great deal of technical sense. It was therefore possible to argue also that you did not want it even if you could have it. The program in 1951 was technically so sweet that you could not argue about that. The issues became purely the military, the political and the humane problem of what you were going to do about it once you had it. |

Оппенгеймер, Конант і Лі Дюбрідж, ще один противник термоядерної бомби, покинули Генеральний консультативний комітет, коли їхні повноваження закінчилися в серпні 1952 року. Трумен відмовився призначити їх повторно, бо хотів мати більше голосів на підтримку розробки термоядерної зброї. Крім того, декілька противників Оппенгеймера повідомили Трумену про своє бажання, щоб він покинув комітет.

#### Участь у комісіях з питань озброєння

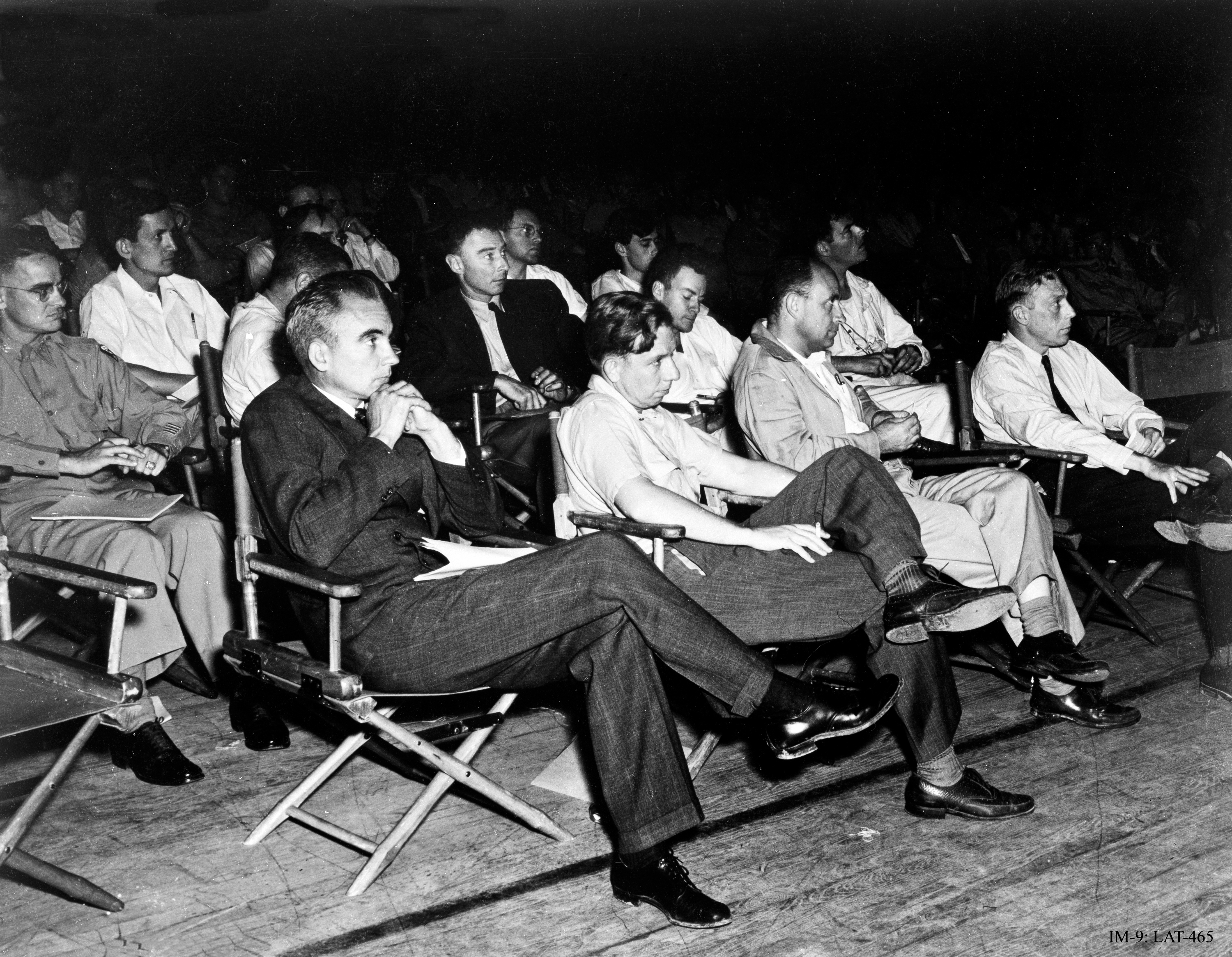
Колоквіум 1946 року в Лос-Аламосі про термоядерну зброю. Оппенгеймер в центрі в піджаку та краватці.

Наприкінці 1940-х і на початку 1950-х років Оппенгеймер відігравав значну роль у ряді урядових комісій і дослідницьких проєктів, деякі з яких призводили до суперечок і боротьби за владу.
У 1948 році він очолював Комісію з цілей великої дальності Міністерства оборони, в якому він розглядав військову корисність ядерної зброї і способи її доставки. Навесні 1952 року він написав чернетку звіту про проєкт GABRIEL, в якому розглядалася небезпека ядерних опадів. Оппенгеймер був одним із провідних науковців створеного 1952 року проєкту «Лінкольн» і Літньої дослідницької групи Лінкольна, в яких він закликав до розвитку протиповітряної оборони замість підготовки потужних ударів у відповідь, що зрештою призвело до створення Лінії далекого раннього попередження.
Очолювана Оппенгеймером Група консультантів Державного департаменту з питань роззброєння 1952 року намагалась стримати США від випробувань термоядерної зброї та рекомендувала шукати домовленості з СРСР про заборону термоядерних випробувань, однак термоядерне випробування Айві Майк пройшло за розкладом. Комісія також рекомендувала меншу секретність і краще інформування американської громадськості про реальний баланс ядерного озброєння й небезпеку ядерної війни, і ця ідея знайшла сприйнятливу аудиторію в адміністрації Ейзенхауера, призвівши до операції «Candor». Свою точку зору про відсутність користі від дедалі більших ядерних арсеналів Оппенгеймер представив у червневій статті 1953 року в журналі «Foreign Affairs», яка привернула увагу провідних американських газет.
Таким чином, до 1953 року Оппенгеймер досяг ще одного піку впливу, беручи участь у багатьох різних державних комісіях і проєктах і маючи доступ до важливих стратегічних планів. Але в той же час він став ворогом прихильників стратегічного бомбардування, які з осторогою й недовірою дивилися на його опозицію проти термоядерної бомби і на накопичені їм посади. Політичні суперники Оппенгеймера також боялися, що його слава та здатність переконувати робили його небезпечно впливовим в урядових, військових і наукових колах.

#### Безпекові слухання

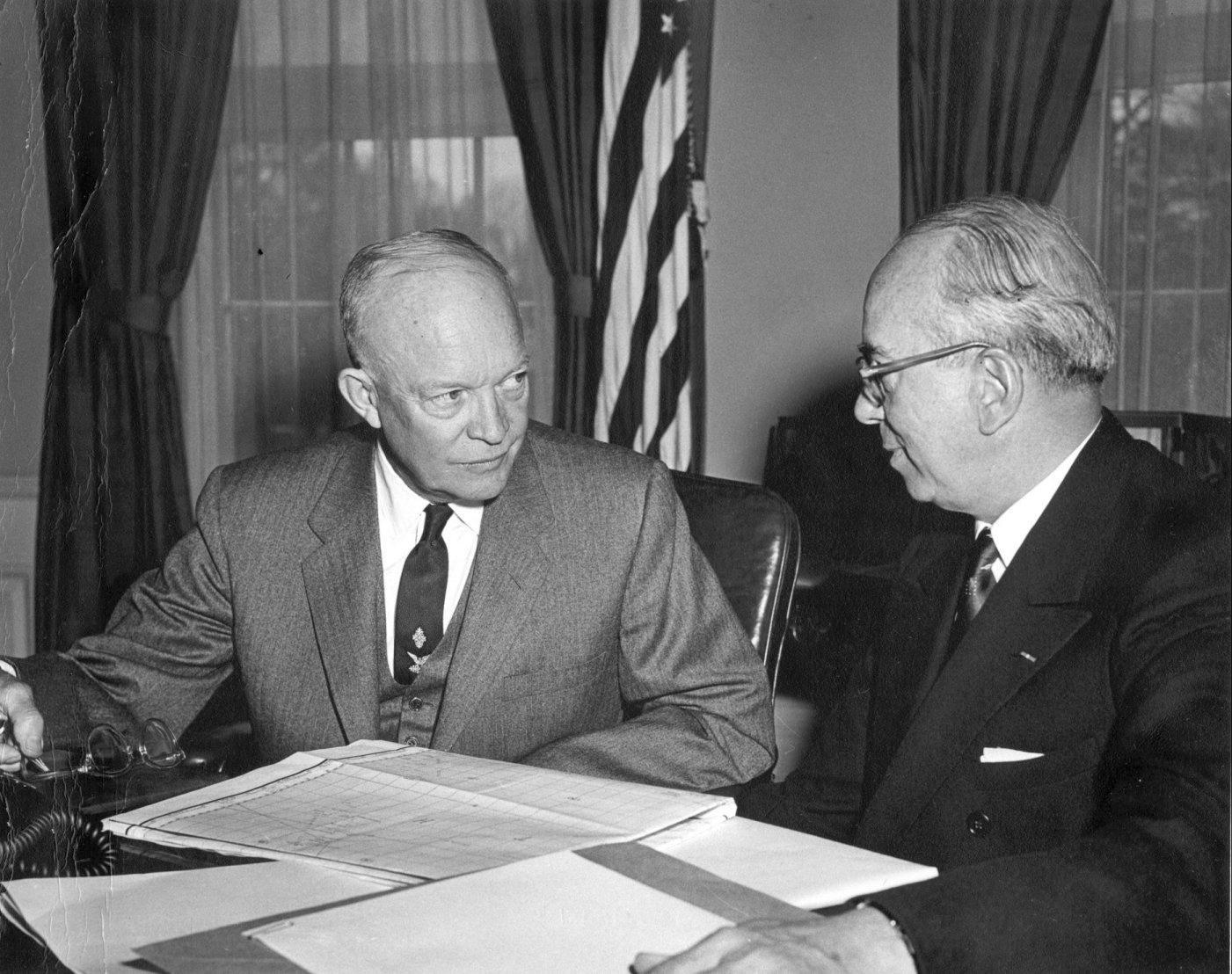
Президент Дуайт Ейзенхауер отримує доповідь від Льюїса Штрауса, голови Комісії з атомної енергії, про випробування водневої бомби під час операції «Касл» у Тихому океані, 30 березня 1954 року. Штраус наполягав на скасуванні безпекового дозволу Оппенгеймера.

ФБР під керівництвом Гувера стежило за Оппенгеймером ще до війни, коли він працював професором у Берклі, виявляв симпатії до комунізму і був близьким до членів комуністичної партії. У ФБР підозрювали, що він сам був членом партії, ґрунтуючись на прослуханих телефонних розмовах, у яких члени партії, здавалося, називали його комуністом, а також на звітах інформаторів усередині партії. З початку 1940-х років він перебував під пильним наглядом, його будинок, офіс і телефон прослуховували, а пошту відкривали.
У серпні 1943 року Оппенгеймер розповів агентам служби безпеки Мангеттенського проєкту, що Джордж Елтентон, якого він не знав, від імені Радянського Союзу намагався розпитувати трьох співробітників Лос-Аламоса про ядерні секрети. Під час наступних допитів Оппенгеймер визнав, що єдиною людиною, яка звернулася до нього, був його друг Гокон Шевальє, професор французької літератури з Берклі, який згадав про це приватно під час обіду в будинку Оппенгеймера.
ФБР надало політичним ворогам Оппенгеймера докази, які вказували на комуністичні зв'язки. Серед цих ворогів був Штраус, член Комісії з атомної енергії, який давно затаїв образу на Оппенгеймера як за його активність у протистоянні водневій бомбі, так і за його приниження перед Конгресом кілька років тому. Тоді Штраус виступав проти експорту радіоактивних ізотопів в інші країни, а Оппенгеймер назвав їх «менш важливими, ніж електронні пристрої, але важливішими, ніж, скажімо, вітаміни».
7 червня 1949 року Оппенгеймер свідчив перед Комісією з розслідування антиамериканської діяльності, що він був пов'язаний з Комуністичною партією США в 1930-х роках. Він засвідчив, що деякі з його студентів, зокрема Девід Бом, Джованні Ломаніц, Філіп Моррісон, Бернард Пітерс і Джозеф Вайнберг, були комуністами в той час, коли вони працювали з ним у Берклі. Френк Оппенгеймер і його дружина Джекі підтвердили перед комісією, що вони були членами Комуністичної партії США. Згодом Френка звільнили з посади в університеті Міннесоти. Не маючи можливості знайти роботу в галузі фізики протягом багатьох років, він став скотарем у Колорадо. Пізніше він викладав фізику в середній школі та був засновником Експлораторіуму в Сан-Франциско.
Подією, яка ініціювала безпекові слухання, став лист Вільяма Бордена, надісланий Гуверу 7 листопада 1953 року. В листі Борден, який до початку року був виконавчим директором Об'єднаного комітету Конгресу США з атомної енергії, стверджував, що «скоріш за все, Дж. Роберт Оппенгеймер є агентом Радянського Союзу». Ейзенхауер не вірив у звинувачення в листі, але був змушений продовжити розслідування, і 3 грудня він наказав поставити «глуху стіну» між Оппенгеймером і будь-якими урядовими чи військовими таємницями.
21 грудня 1953 року Штраус повідомив Оппенгеймеру, що його безпековий дозвіл призупинено на час перевірки низки звинувачень, викладених у листі, і обговорив його відставку шляхом розірвання контракту з Комісією з атомної енергії. Оппенгеймер вирішив не подавати у відставку і замість цього попросив слухання. Звинувачення були викладені в листі від Кеннета Ніколса, генерального менеджера Комісії з атомної енергії. Ніколс, який високо оцінював роботу Оппенгеймера в попередній Групі з об'єктів далекого радіусу дії, сказав, що «незважаючи на послужний список [Оппенгеймера], він лояльний до Сполучених Штатів». Однак, Ніколс написав лист, хоч пізніше й відзначав, що він «був незадоволений включенням згадки про спротив Оппенгеймера розробці водневої бомби».
Слухання, що відбулися в квітні-травні 1954 року та проводилися таємно, були зосереджені на минулих комуністичних зв'язках Оппенгеймера та його зв'язку під час Мангеттенського проєкту з нелояльними або комуністичними вченими. Потім обговорювалась протидія Оппенгеймера створенню водневої бомби та його позицій у наступних проєктах і дослідницьких групах. Стенограму слухань опублікували в червні 1954 року з деякими редагуваннями. 2014 року Міністерство енергетики США оприлюднило повну стенограму.

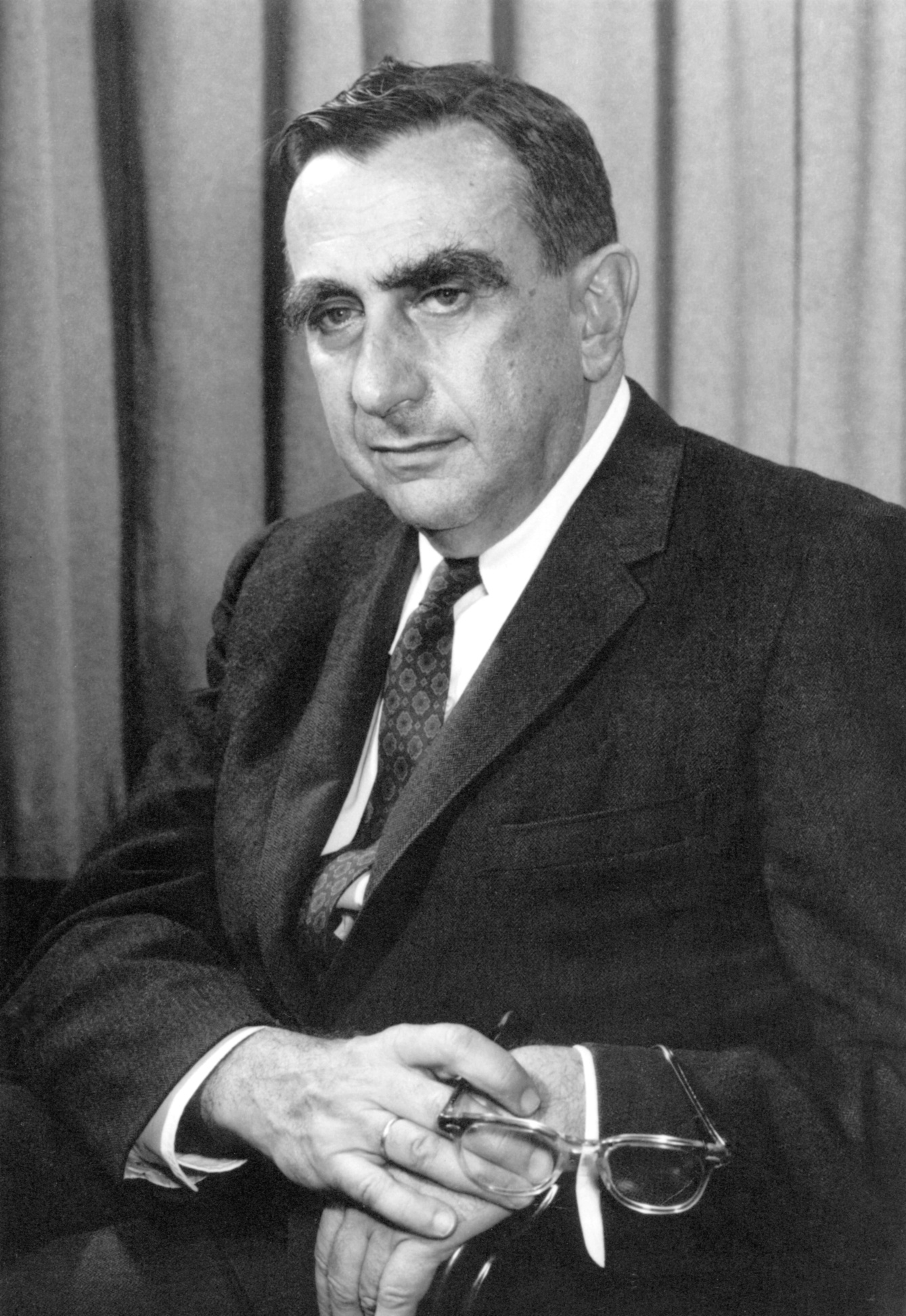
Колишній колега Оппенгеймера, Едвард Теллер, свідчив проти Оппенгеймера на безпекових слуханнях 1954 року

Одним із ключових елементів цього слухання було найдавніше свідчення Оппенгеймера про намагання Джорджа Елтентона зв'язатись з різними науковцями з Лос-Аламоса, — історія, яку Оппенгеймер вигадав, щоб захистити свого друга Гокона Шевальє, а потім визнав правду. Таємно від Оппенгеймера, обидві версії були записані під час допитів десять років тому. Оппенгеймер був здивований записами цих розмов, які йому не дали можливості переглянути заздалегідь. Оппенгеймер ніколи не казав Шевальє, що назвав його ім'я, і це свідчення коштувало Шевальє посади. І Шевальє, і Елтентон підтвердили згадку про те, що вони мали спосіб донести інформацію до Радянського Союзу. Елтентон зізнався, що сказав це Шевальє, а Шевальє зізнався, що він сказав про це Оппенгеймеру. Однак обидва описали ці розмови як звичайні плітки і заперечили будь-які плани або дії щодо державної зради чи шпигунства. Ані Шевальє, ані Елтентон ніколи не були засуджені за жодні злочини.
Теллер засвідчив, що він вважав Оппенгеймера лояльним до уряду США, але що:
|  | У багатьох випадках я бачив, як доктор Оппенгеймер діяв — я розумію, що доктор Оппенгеймер діяв — у спосіб, який для мене було надзвичайно важко зрозуміти. Я категорично не погоджувався з ним у багатьох питаннях, і його дії, відверто кажучи, здалися мені заплутаними та складними. В цій мірі я відчуваю, що хотів би бачити життєво важливі інтереси цієї країни в руках, які я краще розумію, і яким я більше довіряю. У цьому дуже обмеженому сенсі я хотів би висловити відчуття, що особисто я почувався б у більшій безпеці, якби державні справи перебували в інших руках.Оригінальний текст (англ.) In a great number of cases, I have seen Dr. Oppenheimer act—I understand that Dr. Oppenheimer acted—in a way which for me was exceedingly hard to understand. I thoroughly disagreed with him in numerous issues and his actions frankly appeared to me confused and complicated. To this extent I feel that I would like to see the vital interests of this country in hands which I understand better, and therefore trust more. In this very limited sense I would like to express a feeling that I would feel personally more secure if public matters would rest in other hands. |

Свідчення Теллера обурили наукове співтовариство, і його фактично вигнали з академічної науки. Ернест Лоуренс відмовився давати свідчення, посилаючись на напад виразкового коліту, але інтерв'ю, в якому Лоуренс засудив Оппенгеймера, було подано як доказ.
Багато провідних вчених, а також державні та військові діячі свідчили на користь Оппенгеймера. Фізик Ісідор Рабі сказав, що призупинення дозволу безпеки було непотрібним: «він консультант, і якщо ви не хочете консультуватися з хлопцем, ви не консультуйтеся з ним, і крапка». Але Гровз засвідчив, що відповідно до суворіших критеріїв безпеки, які діяли в 1954 році, він «не прийняв би доктора Оппенгеймера сьогодні».
Після завершення слухань рада відкликала дозвіл Оппенгеймера 2 голосами проти 1. Вона одноголосно звільнила його від звинувачень у нелояльності, але більшість визнала, що 20 з 24 звинувачень були правдивими або значною мірою правдивими, і що Оппенгеймер становив би загрозу безпеці. Потім 29 червня 1954 року Комісія з атомної енергії підтримала висновки Ради з безпеки персоналу рішенням 4 проти 1, і Штраус написав думку більшості. У цій думці він наголосив на «вадах характеру» Оппенгеймера, «неправді, ухилянні та спотворенні», а також на минулих зв'язках з комуністами та людьми, близькими до комуністів, як на головних причинах його рішучості. Він не коментував лояльність Оппенгеймера.
Під час слухання Оппенгеймер свідчив про ліву діяльність десяти своїх колег і попередніх знайомих, переважно про діяльність наприкінці 1930-х років. ФБР, а в ряді випадків і громадськість, вже знали про діяльність цих десяти людей (зокрема, Аддіса, Шевельє, Ламберта, Мея, Пітмана та І. Фолкоффа). Дехто вважає, що якби Оппенгеймера не позбавили допуску, його могли б запам'ятати як людину, яка «називала імена», щоб врятувати власну репутацію. Однак, враховуючи результат слухань, більшість наукового співтовариства бачила в ньому мученика маккартизму, еклектичного ліберала, несправедливо атакованого розпалювачами війни, символ перенесення наукової роботи з академії в армію. Вернер фон Браун сказав комітету Конгресу: «В Англії Оппенгеймера посвятили б у лицарі».
Під час семінару у Вільсонівському центрі у 2009 році, ґрунтуючись на ретельному аналізі блокнотів Васильєва, взятих з архівів КДБ, Джон Ерл Гейнс, Гарві Клер і Олександр Васильєв підтвердили, що Оппенгеймер ніколи не був причетний до шпигунства на користь Радянського Союзу, хоча радянська розвідка неодноразово намагався його завербувати. Крім того, він наказав усунути з Мангеттенського проєкту кількох осіб, які мали симпатії до Радянського Союзу. З іншого боку, Джеролд і Леона Шектер на підставі «Листа Меркулова» дійшли висновку, що Оппенгеймер мав бути лише «посередником», а не шпигуном у строгому значенні слова, хоч він і підпадає під цю юридичну категорію в США.
16 грудня 2022 року міністр енергетики США Дженніфер Ґренгольм скасувала відкликання дозволу безпеки Оппенгеймера в 1954 році. У її заяві говориться: «У 1954 році Комісія з атомної енергії відкликала дозвіл доктора Оппенгеймера через помилковий процес, який порушував власні правила Комісії. З часом з'явилося більше доказів упередженості та несправедливості процесу, який відбувся над доктором Оппенгеймером, тоді як докази його вірності та любові до батьківщини були лише підтверджені». Це рішення, однак, викликало певну критику.

### Останні роки

#### Громадська діяльність після безпекових слухань
Починаючи з 1954 року, Оппенгеймер проводив кілька місяців кожного року на острові Сент-Джон на Американських Віргінських островах. 1957 року він придбав ділянку землі площею 0,8 га на пляжі Гібні, де він побудував спартанський будинок на березі моря. Він проводив багато часу, плаваючи під вітрилом разом зі своєю дочкою Тоні та дружиною Кітті.
Першою публічною появою Оппенгеймера після позбавлення його безпекового допуску стала лекція під назвою «Перспективи в мистецтвах і науках» для радіошоу «Право людини на знання» з нагоди 200-річчя Колумбійського університету, в якій він виклав свої думки про роль науки в сучасному світі. Його було обрано для останнього епізоду серії лекцій ще за два роки до безпекових слухань, і університет наполягав, щоб він залишився в шоу навіть після суперечливих слухань.
У лютому 1955 року президент Університету Вашингтону Генрі Шміц раптово скасував запрошення Оппенгеймера прочитати там серію лекцій. Це рішення обурило студентів, 1200 з них підписали протестну петицію, завідувач кафедри фізики подав апеляцію до сенату університету, і рішення Шміца було скасовано 56 голосами проти 40. Оппенгеймер так ніколи й не прочитав лекцію в Університеті Вашингтону, хоч одного разу пересаджувався в Сіетлі з літака на літак і навіть випив кави з кількома викладачами університету.
Оппенгеймера дедалі більше хвилювала небезпека, яку наукові винаходи можуть становити для людства. Він об'єднався з Альбертом Ейнштейном, Бертраном Расселлом, Джозефом Ротблатом та іншими видатними вченими, і вони заснували те, що згодом у 1960 році стало Всесвітньою академією мистецтва та науки. Після публічного приниження він не підписував великі відкриті листи проти ядерної зброї, включаючи Маніфест Рассела-Ейнштейна 1955 року. Також, незважаючи на запрошення, він не взяв участь у першій Пагвоській конференції з науки та світових справ у 1957 році.

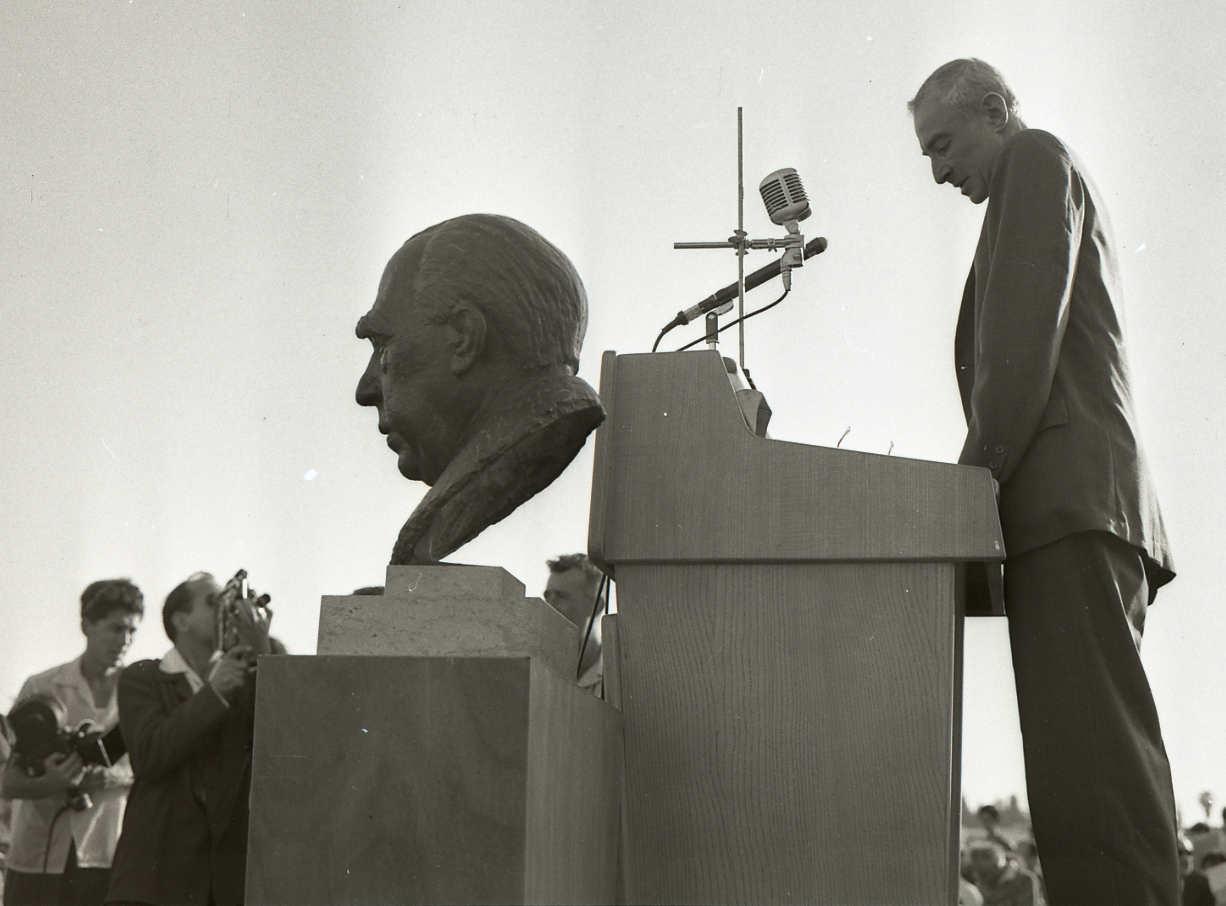
Виступ Оппенгеймера в квітні 1958 на урочистому відкритті Інституту ядерної фізики в Інституті Вейцмана в Ізраїлі. Бюст Нільса Бора.

У своїх промовах і публікаціях Оппенгеймер постійно наголошував на складності управління знаннями у світі, в якому політика дедалі більше обмежує обмін науковими ідеями. 1953 року Оппенгеймер прочитав Лекції Рейта на BBC, які згодом були опубліковані як книга «Наука і здоровий глузд». 1955 року Оппенгеймер опублікував «Відкритий розум» — збірку з восьми лекцій, які він прочитав з 1946 року на тему ядерної зброї та масової культури. Він відкидав ідею дипломатії канонерок і писав, що зовнішньополітичні цілі США не можуть бути досягнуті шляхом примусу.
У 1957 році факультети філософії та психології Гарварду запросили Оппенгеймера прочитати лекції Вільяма Джеймса, хоч це рішення й викликало протести багатьох гарвардських випускників. 1200 людей відвідали шість лекцій Оппенгеймера «Надія на порядок» в гарвардській Меморіальній залі. 1962 року Оппенгеймер прочитав Лекції Віддена в Університеті Макмастера, які були опубліковані в 1964 році як «Літаюча трапеція: три кризи для фізиків».
Позбавлений політичного впливу, Оппенгеймер продовжував читати лекції, писати та проводити наукові дослідження. Він об'їздив Європу та Японію, виступаючи з доповідями про історію науки, роль науки в суспільстві та природу Всесвіту. У вересні 1957 року він став офіцером Ордена Почесного легіону, а 3 травня 1962 року його обрано іноземним членом Королівського товариства у Великобританії.

#### Премія Енріко Фермі

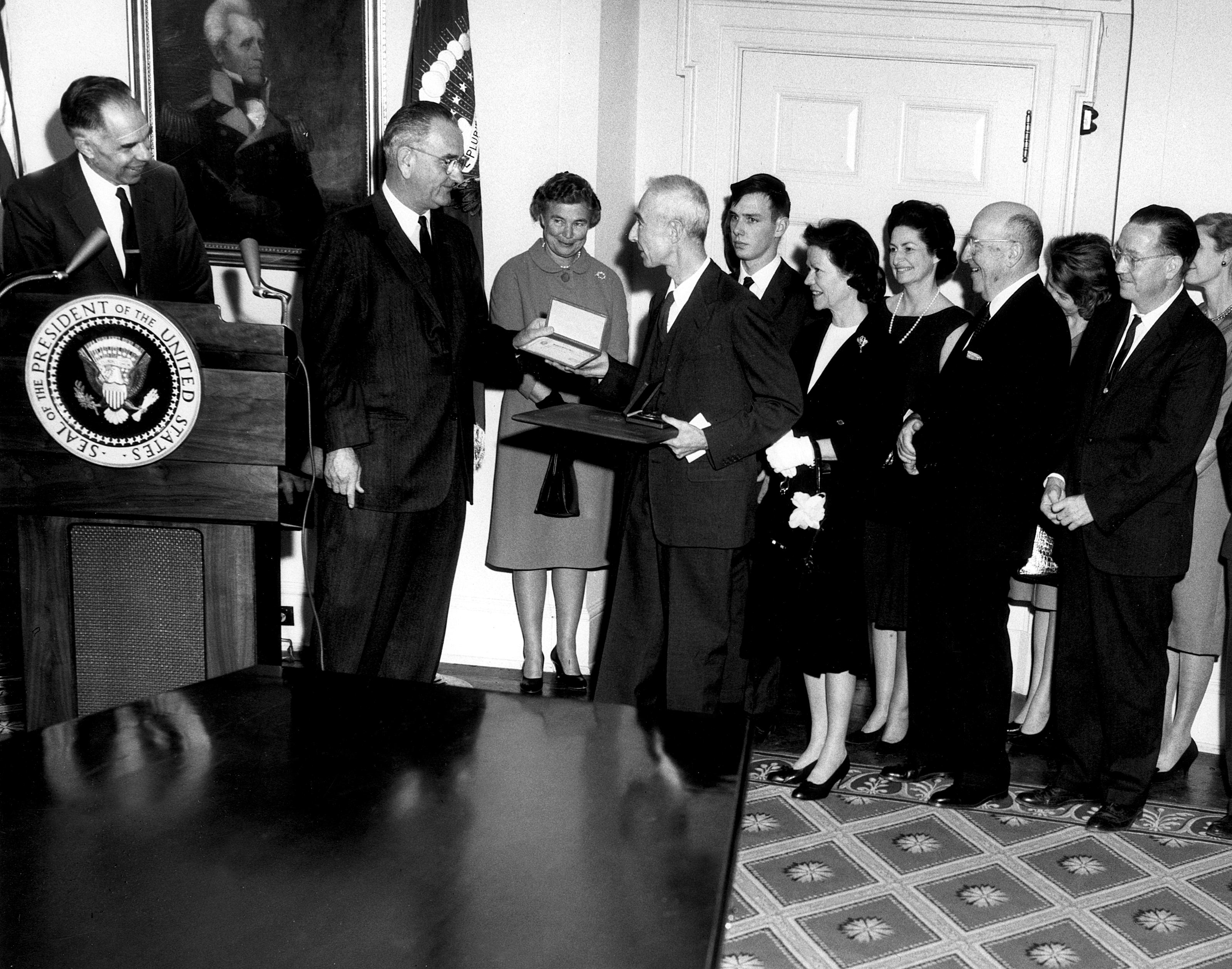
Президент Ліндон Джонсон нагороджує Оппенгеймера премією Енріко Фермі

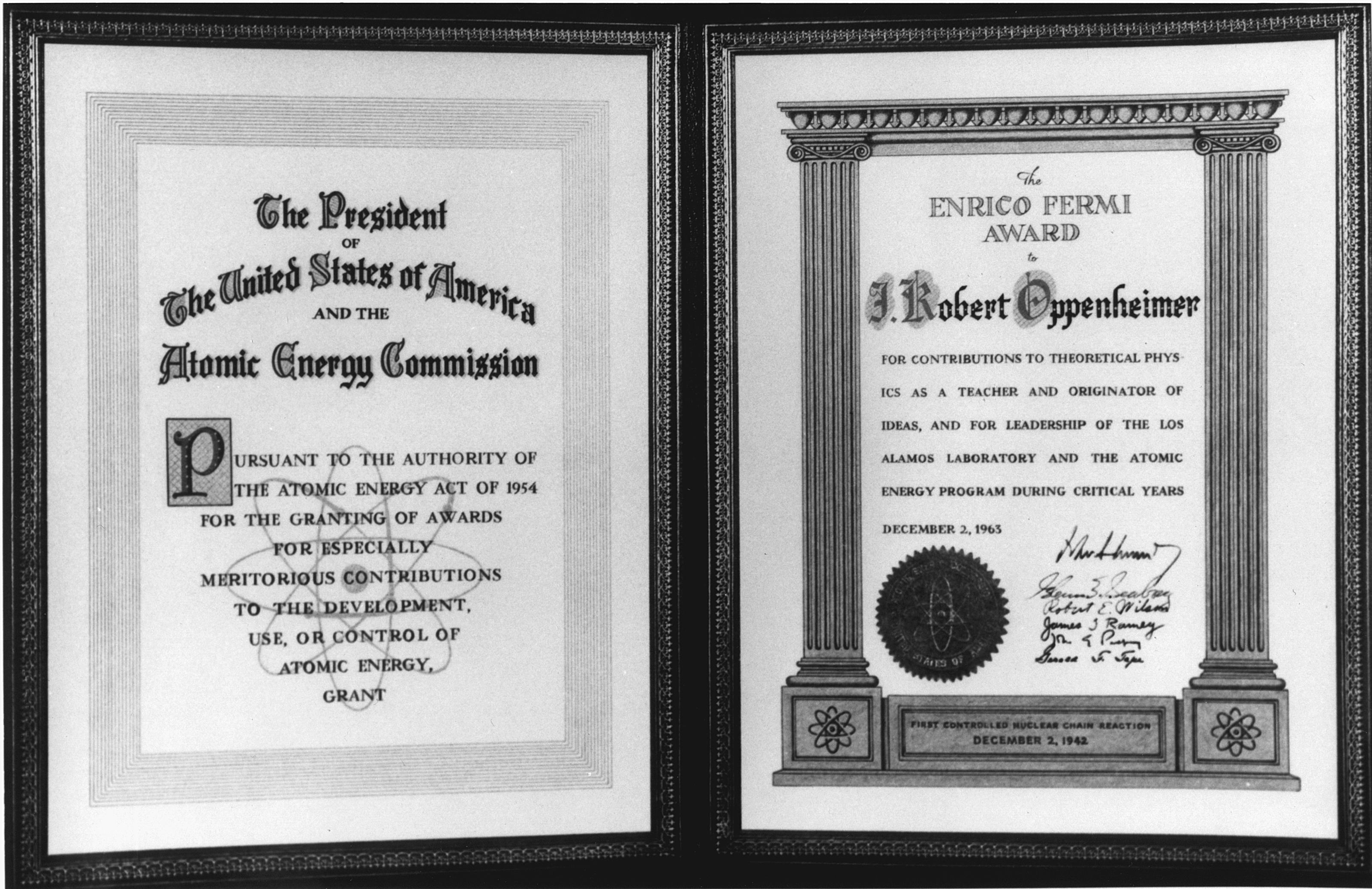
Диплом Оппенгеймера до премії Енріко Фермі

У 1959 році Льюїс Штраус, головний недоброзичливець Оппенгеймера на безпекових слуханнях, не був затверджений сенатом на посаду міністра торгівлі, що фактично поклало край його політичній кар'єрі. Джон Кеннеді був одним із сенаторів, які голосували проти Штраусса. 1962 року Кеннеді, тоді вже президент США, запросив Оппенгеймера на церемонію вшанування 49 лауреатів Нобелівської премії. На заході голова Комісія з атомної енергії Гленн Сіборг запитав Оппенгеймера, чи хоче він повторного безпекового слухання. Оппенгеймер відмовився.
У березні 1963 року Генеральний консультативний комітет Комісії з атомної енергії присудив Оппенгеймеру премію Енріко Фермі. Через вбивство Кеннеді, нагороду в грудні 1963 року вручав вже його наступник, Ліндон Джонсон. Він відзначив «внесок Оппенгеймера в теоретичну фізику як вчителя та творця ідей» і його «керівництво Лос-Аламоською лабораторією та програмою атомної енергії в критичні роки». Він назвав присудження цієї нагороди одним із найважливіших вчинків Кеннеді на посаді президента. Оппенгеймер сказав Джонсону: «Я думаю, цілком можливо, пане президенте, що вам знадобилося трохи милосердя та трохи мужності, щоб зараз присудити цю нагороду».
Вдова Кеннеді, Жаклін, прийшла на церемонію і сказала Оппенгеймеру, як сильно її чоловік хотів, щоб він отримав медаль. Також були присутні Едвард Теллер, який рекомендував присудити нагороду Оппенгеймеру в надії, що це загоїть розрив між ними, і Генрі Сміт, який у 1954 році єдиний проголосував проти під час затвердження рішення Комісія з атомної енергії про визначення Оппенгеймер як загрози безпеці (тоді було 4 голоси «за» і 1 «проти»).
Але ворожість Конгресу до Оппенгеймера збереглася. Сенатор Бурк Гікенлупер офіційно протестував проти присудження нагороди Оппенгеймеру, а кілька республіканських членів Комісії з атомної енергії бойкотували церемонію.
Премія Енріко Фермі давала лише символічну реабілітацію, бо Оппенгеймер все ще не мав безпекового допуску та не міг впливати на державну політику. Однак премія включала й значну на той час грошову винагороду — 50 000 доларів.

#### Смерть

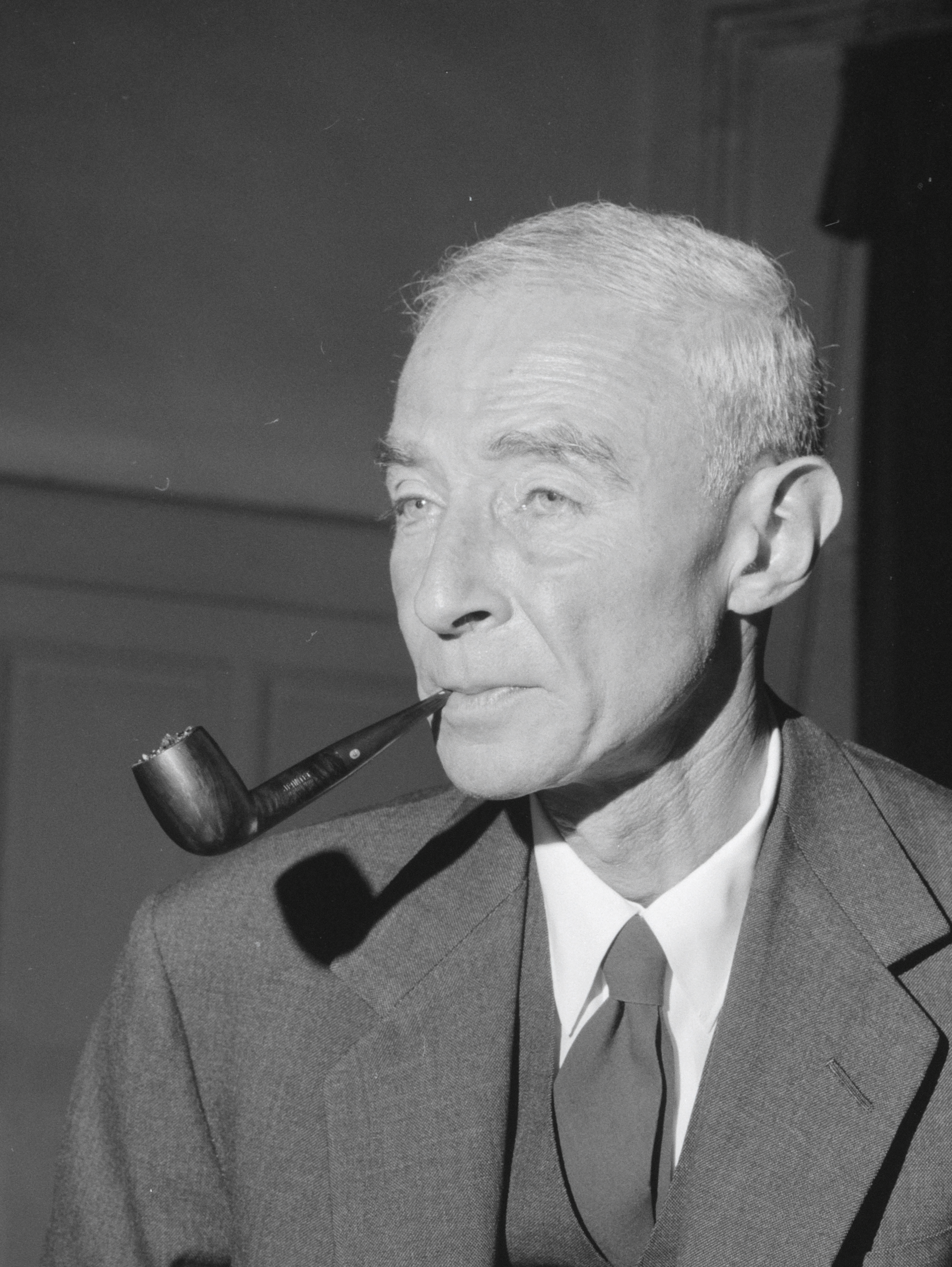
Оппенгеймер у 1964 році

В Оппенгеймера, завзятого курця «Честерфілда», діагностували рак горла наприкінці 1965 року. Хірургічна операція не дала результатів. Потім він пройшов безуспішне променеве лікування та хіміотерапію наприкінці 1966 року. 18 лютого 1967 року він помер уві сні у своєму будинку в Принстоні у віці 62 років.
Тиждень потому відбулася меморіальна служба в Алекзандер-Хол на кампусі Принстонського університету. На службі були присутні 600 його наукових, політичних і військових однодумців, у тому числі Бете, Гровз, Кеннан, Лілієнталь, Рабі, Сміт і Вігнер. Були присутні його брат Френк та решта його родини, а також історик Артур Шлезінґер, письменник Джон О'Гара, хореограф Джордж Баланчин. Бете, Кеннан і Сміт виголосили короткі промови. Тіло Оппенгеймера було кремовано, а його прах поміщено в урну, яку Кітті скинула в море неподалік від будинку на пляжі Сент-Джон.
У жовтні 1972 року Кітті померла у віці 62 років від кишкової інфекції, ускладненої емболією легеневої артерії. Ранчо Оппенгеймера в Нью-Мексико успадкував їхній син Пітер, а пляжний будинок успадкувала їхня донька Кетрін «Тоні» Оппенгеймер Сільбер. Через давні безпекові звинувачення проти її батька, Тоні відмовили в безпековому допуску для обраної нею професії перекладачки в ООН. У січні 1977 року, через три місяці після розпаду її другого шлюбу, вона повісилася у своєму сімейному будинку на пляжі Сент-Джон. Вона залишила майно «людям Сент-Джона для громадського парку та зони відпочинку». Оригінальний будинок був побудований занадто близько до узбережжя і загинув від урагану. Станом на 2007, уряд Віргінських островів підтримував громадський центр поблизу цього місця.

## Сім'я
Мати Оппенгеймера померла в 1931 році. Після цього він зблизився зі своїм батьком, який все ще жив у Нью-Йорку, але став часто відвідувати сина в Каліфорнії. 1937 року його батько помер, залишивши спадок 392 602 долари (еквівалент 8 мільйонів доларів за курсом 2022 року), який був розділений між Оппенгеймером і його братом Френком. Оппенгеймер негайно написав заповіт, у якому залишив свій маєток Каліфорнійському університету для використання як стипендій для випускників.
У 1936 році Оппенгеймер зблизився з Джин Татлок, донькою професора літератури в Берклі та студенткою Школи медицини Стенфордського університету. Вони мали схожі політичні погляди, вона писала для «Western Worker», газети Комуністичної партії. 1939 року, після бурхливих стосунків, Татлок розлучилася з Оппенгеймером.
У серпні того ж року він познайомився з Кетрін Пуенінг на прізвисько Кітті, радикалкою та колишнім членом комуністичної партії. Перший шлюб Кітті тривав всього кілька місяців. Її другим, цивільним чоловіком був Джо Даллет, активний член комуністичної партії, який загинув під час громадянської війни в Іспанії. Кітті повернулася з Європи до США, де здобула ступінь бакалавра з ботаніки в Університеті Пенсільванії. 1938 року вона одружилася з Річардом Гаррісоном, лікарем та медичним дослідником, і в червні 1939 року переїхала з ним в Каліфорнію до Пасадени, де він став завідувачем відділу радіології в місцевій лікарні, а вона вступила до аспірантури Університету Каліфорнії в Лос-Анджелесі. Вони з Оппенгеймером влаштували невеликий скандал, переспавши разом після однієї з вечірок Толмена, а влітку 1940 року вона залишилася з Оппенгеймером на його ранчо в Нью-Мексико. Коли виявилося, що вона вагітна, Кітті попросила Гаррісона про розлучення, і він погодився. 1 листопада 1940 року вона швидко розлучилася в Ріно, штат Невада, і одружилась з Оппенгеймером. В травні 1941 року в них народився син Пітер, а 7 грудня 1944 року в Лос-Аламосі — дочка Кетрін («Тоні»)Cassidy, 2005, с. 186—187.
Залишаючись у шлюбі з Кітті, Оппенгеймер відновив роман з Татлок. Пізніше їхні постійні контакти стали проблемою під час безпекових слухань через зв'язок Татлок з комуністичною партією. В червні 1943 року Оппенгеймер їздив в Каліфорнію, щоб відвідати Татлок, яка страждала від депресії. Оппенгеймер провів ніч у її квартирі. 4 січня 1944 року Татлок вчинила самогубство, і її смерть глибоко засмутила Оппенгеймера.
У Лос-Аламосі Оппенгеймер почав емоційний роман з Рут Толман, психологом і дружиною його друга Річарда Толмана. Роман закінчився після того, як Оппенгеймер переїхав до Інституту перспективних досліджень, але після смерті Річарда в серпні 1948 року вони відновили зв'язок і час від часу бачилися аж до смерті Рут у 1957 році. Збереглося небагато їхніх листів, але таких, які відображають близькі та ніжні стосунки, а Оппенгеймер називає Рут «моя любов».

## Політичні погляди
Протягом 1920-х років Оппенгеймер залишався необізнаним у мирських питаннях. Він стверджував, що не читав газет чи популярних журналів і дізнався про Біржовий крах 1929 року лише під час прогулянки з Ернестом Лоуренсом через шість місяців після події. Якось він зазначив, що до 1936 року жодного разу не голосував на виборах. З 1934 року його дедалі більше хвилювали політика та міжнародні справи. У 1934 і 1935 роках він виділяв по три відсотки своєї річної зарплати (близько 100 доларів, еквівалент 2200 доларів у 2022 році) на підтримку німецьких фізиків, які втікали з нацистської Німеччини. Під час страйку на Західному узбережжі 1934 року він і деякі з його студентів, у тому числі Мелба Філліпс і Боб Сербер, відвідали мітинг вантажників.
Після того, як у 1936 році почалася громадянська війна в Іспанії, Оппенгеймер організовував збори коштів для іспанських республіканців. 1939 року він приєднався до Американського комітету за демократію та інтелектуальну свободу, який проводив кампанію проти переслідування єврейських учених у нацистській Німеччині. Як і більшість ліберальних груп того часу, комітет пізніше звинувачували у комунізмі.
Багато з найближчих соратників Оппенгеймера були активними діячами комуністичної партії в 1930-х або 1940-х роках, включаючи його брата Френка, дружину Френка Джекі, дружину Оппенгеймера Кітті, його коханку Татлок, квартирну господиню Мері Еллен Вошберн і кількох його аспірантів у Берклі. Про те, чи був сам Оппенгеймер членом партії, велися суперечки. Кессіді стверджує, що він ніколи відкрито не приєднувався до Комуністичної партії США, але Хейнс, Клер і Васильєв стверджують, що він «насправді був прихованим членом партії наприкінці 1930-х років». З 1937 по 1942 рік у Берклі Оппенгеймер був членом «дискусійної групи», яку інші її члени Гокон Шевальє і Гордон Гріффітс пізніше описали як «закритий» (секретний) підрозділ комуністичної партії для викладачів Берклі.
ФБР відкрило справу на Оппенгеймера в березні 1941 року. Там було записано, що він відвідав зустріч у грудні 1940 року в домі Шевальє, на якій також були присутні державний секретар Комуністичної партії Каліфорнії Вільям Шнайдерман та скарбник партії Ісаак Фолкофф. ФБР зазначило, що Оппенгеймер входив до виконавчого комітету Американського союзу громадянських свобод, який на думку ФБР був організацією комуністичного фронту. Незабаром після цього ФБР додало Оппенгеймера до свого «списку затримань» для арешту в разі надзвичайної ситуації в країні.
Коли Оппенгеймер приєднався до Мангеттенського проєкту в 1942 році, він написав у своїй особистій безпековій анкеті, що він був «членом майже кожної організації Комуністичного фронту на Західному узбережжі». Багато років потому він стверджував, що не пам'ятає, щоб це писав, що це неправда, і що якщо він написав щось у цьому плані, то це було «напівжартівливе перебільшення». Він був підписаний на «People's World», друкований орган Комуністичної партії, і в 1954 році свідчив: «Я був пов'язаний з комуністичним рухом».
У 1953 році Оппенгеймер був у спонсорському комітеті конференції «Наука і свобода», організованої Конгресом культурної свободи, антикомуністичною культурною організацією.
На слуханнях у 1954 році Оппенгеймер заперечував свою приналежність до Комуністичної партії, але назвав себе попутником, тобто людиною, яка погоджується з багатьма цілями комунізму, але не бажає сліпо виконувати накази будь-якого апарату комуністичної партії. За словами біографа Рея Монка: «Він був, у дуже практичному та реальному сенсі, прихильником комуністичної партії. Крім того, з точки зору часу, зусиль і грошей, витрачених на діяльність партії, він був дуже відданим прихильником».

## Філософія
Різноманітні інтереси Оппенгеймера іноді переривали його увагу до науки. Йому подобалися складні речі, і оскільки значна частина наукової роботи здавалася йому легкою, у нього з'явилось зацікавлення містицизмом. Поїхавши з Гарварду, він почав знайомитися з класичними індуїстськими текстами в англійських перекладах. В Берклі в 1933 році під керівництвом Артура Райдера він вивчив санскрит. Згодом він прочитав в оригіналі такі літературні твори, як «Бхаґавад-Ґіта» та «Меґхадута», і глибоко замислився над ними. Пізніше він називав «Бхаґавад-Ґіту» однією з книг, яка сформувала його життєву філософію. Він писав своєму братові, що «Бхаґавад-Ґіта» була дуже легкою і захоплюючою, і називав її «найпрекраснішою філософською піснею, яка існує будь-якою відомою мовою». Пізніше він подарував примірники друзям, а свій власний потертий примірник тримав на книжковій полиці біля столу. Свою машину він назвав Гаруда, на честь птаха індуїстського бога Вішну.
Оппенгеймер ніколи не став індуїстом у традиційному розумінні, він не ходив до жодного храму й не молився жодному богу. Існує припущення, що інтерес Оппенгеймера до індуїстської філософії виник під час його попередньої співпраці з Нільсом Бором. І Бор, і Оппенгеймер дуже аналітично і критично ставилися до стародавніх індуїстських міфологічних історій і вкладеної в них метафізики. В одній розмові з Девідом Гокінсом перед війною, розповідаючи про літературу Стародавньої Греції, Оппенгеймер зауважив: «Я читав греків; я вважаю індусів глибшими».
Його близький друг та колега Ісидор Рабі, який був з Оппенгеймером протягом усіх його років у Берклі, Лос-Аламосі та Принстоні, дивуючись, «чому люди з даром Оппенгеймера не відкривають усе, що варто відкриття», розмірковував, що
|  | Оппенгеймер був надто освічений у тих галузях, які лежать поза науковою традицією, таких, наприклад, як його інтерес до релігії, зокрема до індуїстської релігії, що призводило до почуття таємниці Всесвіту, яке оточувало його майже як туман. Він чітко бачив фізику, дивлячись на те, що вже було зроблено, але на межі він був схильний відчувати, що там було набагато більше таємничого та нового, ніж було насправді... [він відвернувся] від жорстких, грубих методів теоретичної фізики до містичного царства широкої інтуїції... Саме ці духовні якості, ця витонченість, виражена у мові та манерах, була основою його харизми. Він ніколи не висловлювався повністю. Він завжди залишав відчуття, що в ньому є ще не розкриті глибини чуттєвості й проникливості. Це можуть бути якості природженого лідера, який, здається, має запаси невичерпної сили.Оригінальний текст (англ.) Oppenheimer was overeducated in those fields which lie outside the scientific tradition, such as his interest in religion, in the Hindu religion in particular, which resulted in a feeling for the mystery of the universe that surrounded him almost like a fog. He saw physics clearly, looking toward what had already been done, but at the border he tended to feel there was much more of the mysterious and novel than there actually was ... [he turned] away from the hard, crude methods of theoretical physics into a mystical realm of broad intuition.... In Oppenheimer the element of earthiness was feeble. Yet it was essentially this spiritual quality, this refinement as expressed in speech and manner, that was the basis of his charisma. He never expressed himself completely. He always left a feeling that there were depths of sensibility and insight not yet revealed. These may be the qualities of the born leader who seems to have reserves of uncommitted strength. |

## Пам'ять
Коли Оппенгеймера позбавили політичного впливу в 1954 році, він символізував для багатьох наївність вчених, що вірили, ніби зможуть контролювати використання своїх досліджень, і дилему моральної відповідальності, які постає перед наукою в ядерну еру. Слухання були вмотивовані політикою та особистою ворожнечею та відображали різкий розкол у спільноті розробників ядерної зброї. Одна група пристрасно боялася СРСР як смертельного ворога і вважала, що мати найпотужнішу зброю було найкращою стратегією боротьби з цією загрозою. Інша група вважала, що розробка термоядерної бомби не покращить безпеку Заходу і що використання цієї зброї проти великого цивільного населення було б геноцидом. Ця група виступала за більш гнучку відповідь Радянському Союзу з використанням тактичної ядерної зброї, за зміцнення неядерних військових сил і за угоди про контроль над озброєннями. Перша з цих груп була потужнішою в політичному плані, і Оппенгеймер став її жертвою.
Популярні зображення Оппенгеймера розглядають його боротьбу за безпеку як протистояння між правими мілітаристами (в особі Теллера) та лівими інтелектуалами (в особі Оппенгеймера) через моральне питання зброї масового знищення. Біографи та історики часто розглядали історію Оппенгеймера як трагедію. Науковець та радник з питань національної безпеки Макджордж Банді, який працював з Оппенгеймером у Групі консультантів Державного департаменту, писав: «Не дивлячись на надзвичайний злет і падіння престижу та влади Оппенгеймера, його характер має повністю трагічні виміри в поєднанні чарівності та зарозумілості, розуму та сліпоти, обізнаності та нечутливості, і, можливо, перш за все зухвалості та фаталізму. Усе це, різними способами, було обернено проти нього на слуханнях».
Питання про відповідальність вчених перед людством надихнуло Бертольта Брехта на драму «Життя Галілея» (1955), залишило відбиток у «Фізиках» Фрідріха Дюрренматта та стало основою опери Джона Адамса «Доктор Атомік» 2005 року, яка намагалась зобразити Оппенгеймера як сучасного Фауста. П'єса Гайнара Кіпгардта «У справі Дж. Роберта Оппенгеймера» транслювалась на західнонімецькому телебаченні, а потім з жовтня 1964 року ставилась в театрах Берліна та Мюнхена. Фінський телефільм «Справа Оппенгеймера» 1967 року був оснований на тій самій п'єсі. Оппенгеймер висловлював заперечення відносно цієї п'єси, але Кіпгардт захищав п'єсу у листуванні з ним і був готовий внести необхідні виправлення. Нью-Йоркська прем'єра п'єси відбулася в 1968 році з Джозефом Вайзманом у ролі Оппенгеймера. Театральний критик «New York Times» Клайв Барнс назвав її «гнівною п'єсою», яка стала на бік Оппенгеймера, але зобразила його «трагічним дурнем та генієм». Оппенгеймера не влаштовувало таке його зображенням. Прочитавши стенограму п'єси Кіпгарда невдовзі після початку її виконання, Оппенгеймер погрожував подати на Кіпгарда до суду, засуджуючи «імпровізації, які суперечать історії та природі задіяних людей». Пізніше Оппенгеймер сказав інтерв'юеру:
|  | Вся клята справа [безпекових слухань] була фарсом, і ці люди намагаються зробити з цього трагедію.... Я ніколи не казав, ніби шкодую, що відповідальним чином брав участь у створенні бомби. Я сказав, що, можливо, він [Кіпгардт] забув Герніку, Ковентрі, Гамбург, Дрезден, Дахау, Варшаву та Токіо; але я ні, і якщо йому так важко це зрозуміти, то він повинен писати п’єсу про щось інше.Оригінальний текст (англ.) The whole damn thing [his security hearing] was a farce, and these people are trying to make a tragedy out of it. ... I had never said that I had regretted participating in a responsible way in the making of the bomb. I said that perhaps he [Kipphardt] had forgotten Guernica, Coventry, Hamburg, Dresden, Dachau, Warsaw, and Tokyo; but I had not, and that if he found it so difficult to understand, he should write a play about something else. |

Оппенгеймер є темою багатьох біографій, у тому числі книги «Американський Прометей» (2005) Кая Берда та Мартіна Шервіна, яка отримала Пулітцерівську премію 2006 року за біографію чи автобіографію. Телесеріал BBC 1980 року «Оппенгеймер» із Семом Вотерстоном у головній ролі отримав 3 телевізійні нагороди BAFTA. «День після Триніті», документальний фільм 1980 року про Оппенгеймера та атомну бомбу, був номінований на премію «Оскар» і отримав премію Пібоді. Життя Оппенгеймера досліджується в п'єсі Тома Мортона-Сміта «Оппенгеймер» 2015 року та у фільмі 1989 року «Товстун і малюк», де його роль зіграв Дуайт Шульц. У тому ж році Девід Стратерн зіграв Оппенгеймера в телефільмі «День перший». В американському фільмі «Оппенгеймер» 2023 року режисера Крістофера Нолана за мотивами «Американського Прометея» Оппенгеймера зіграв актор Кілліан Мерфі.
У 2004 році в Каліфорнійському університеті в Берклі відбулася конференція, присвячена сторіччю Оппенгеймера. Одночасно проходила цифрова виставка, присвячена його життю. Матеріали конференції були опубліковані в 2005 році під назвою «Переоцінка Оппенгеймера: Столітні дослідження та роздуми». Його папери знаходяться в Бібліотеці Конгресу.
Як вчений, Оппенгеймер запам'ятався своїм учням і колегам як блискучий дослідник і захопливий викладач, який заснував сучасну теоретичну фізику в Сполучених Штатах. «Більше, ніж будь-хто інший, — писав Бете, — він був відповідальний за перетворення американської теоретичної фізики з провінційного придатка Європи на світового лідера». Оскільки його наукові інтереси швидко змінювалися, він ніколи не працював достатньо довго над однією темою і не розвинув жодного дослідження до такого рівня, щоб здобути Нобелівську премію. Його дослідження теорії чорних дір, могли б принести йому премію, якби він прожив достатньо довго, щоб побачити їх подальший розвиток.
Як радник з питань військової та державної політики Оппенгеймер сприяв переходу до технократії у взаємодії між наукою та військовими, а також появі «великої науки». Як фізик-теоретик, який став дисциплінованим військовим організатором, Оппенгеймер представляв відхід від ідеї, що вчені є людьми не від світу цього, і що такі абстрактні знання, як ядерна фізика, незастосовні до повсякденного життя.
На честь науковця в 2000 році названо астероїд 67085 Оппенгеймер, а в 1970 році — місячний кратер Оппенгеймер. На його честь також названо радіоактивний мінерал оппенгаймерит.
За два дні до тесту Триніті Оппенгеймер висловив свої надії та побоювання в цитаті з «Шатакатраї» Бхартхарі:
|  | В бою, у лісі, в урвищі в горах, Далеко в морі, між списів і стріл, У сні, в бентезі, в глибині ганьби, Колишні добрі справи нас боронять.Оригінальний текст (санс.) वने रणे शत्रुजलाग्निमध्ये महार्णवे पर्वतमस्तके वा सुप्तं प्रमत्तं विषमस्थितं वा रक्षन्ति पुण्यानि पुरा कृतानि |

## Основні праці

### Книги
- Oppenheimer, J. Robert (1954). Science and the Common Understanding. New York: Simon and Schuster. OCLC 34304713.
- Oppenheimer, J. Robert (1955). The Open Mind. New York: Simon and Schuster. OCLC 297109.
- Oppenheimer, J. Robert (1964). The Flying Trapeze: Three Crises for Physicists. London: Oxford University Press. OCLC 592102.
- Oppenheimer, J. Robert; Rabi, I.I (1969). Oppenheimer. New York: Scribner. OCLC 2729. (posthumous)
- Oppenheimer, J. Robert; Smith, Alice Kimball; Weiner, Charles (1980). Robert Oppenheimer, Letters and Recollections. Cambridge, Massachusetts: Harvard University Press. ISBN 978-0-674-77605-0. OCLC 5946652. (posthumous)
- Oppenheimer, J. Robert; Metropolis, N.; Rota, Gian-Carlo; Sharp, D. H. (1984). Uncommon Sense. Cambridge, Massachusetts: Birkhäuser Boston. ISBN 978-0-8176-3165-9. OCLC 10458715. (posthumous)
- Oppenheimer, J. Robert (1989). Atom and Void: Essays on Science and Community. Princeton, New Jersey: Princeton University Press. ISBN 978-0-691-08547-0. OCLC 19981106. (posthumous)

### Статті
- Born M., Oppenheimer J. R. Zur Quantentheorie der Molekeln // Annalen der Physik. — 1927. — Vol. 389 (84). — P. 457—484.
- Oppenheimer J. R. On the Theory of Electrons and Protons // Physical Review. — 1930. — Vol. 35. — P. 562—563.
- Ehrenfest P., Oppenheimer J. R. Note on the Statistics of Nuclei // Physical Review. — 1931. — Vol. 37. — P. 333—338.
- Oppenheimer J. R., Hall H. Relativistic Theory of the Photoelectric Effect // Physical Review. — 1931. — Vol. 38, no. 1. — P. 57—79.
- Furry W. H., Oppenheimer J. R. On the Theory of the Electron and Positive // Physical Review. — 1934. — Vol. 45. — P. 245—262.
- Oppenheimer J. R., Phillips M. Note on the Transmutation Function for Deuterons // Physical Review. — 1935. — Vol. 48. — P. 500—502.
- Carlson J. F., Oppenheimer J. R. On Multiplicative Showers // Physical Review. — 1937. — Vol. 51. — P. 220—231.
- Oppenheimer J. R., Serber R. On the Stability of Stellar Neutron Cores // Physical Review. — 1938. — Vol. 54. — P. 540.
- Oppenheimer J. R., Volkoff G. M. On Massive Neutron Cores // Physical Review. — 1939. — Vol. 55. — P. 374—381. Русский перевод: Оппенгеймер Ю., Волков Г. О массивных нейтронных сердцевинах // Альберт Эйнштейн и теория гравитации: Сб. статей. — М. : Мир, 1979. — С. 337—352.
- Oppenheimer J. R., Snyder H. On Continued Gravitational Contraction // Physical Review. — 1939. — Vol. 56. — P. 455—459. Русский перевод: Оппенгеймер Ю., Снайдер Г. О безграничном гравитационном сжатии // Альберт Эйнштейн и теория гравитации: Сб. статей. — М. : Мир, 1979. — С. 353—361.

### Україномовні книги
- Берд Кай, Шервін Мартін. Оппенгеймер. Тріумф і трагедія Американського Прометея. — Київ : Bookchef, 2023. — 784 с. — ISBN 978-617-548-164-6.
- Воллес Кріс, Вайсс Міч. Зворотний відлік 1945 року: атомна бомба та 116 днів, що змінили світ. — Київ : Книжковий клуб «Клуб Сімейного Дозвілля», 2022. — 304 с. — ISBN 978-617-12-9609-1.

### Україномовні статті
- Марченко С. М. Кульмінація двадцяти років роздумів Крістофера Нолана // Кіно-Театр. — 2023. — № 6. — С. 20-22.

### Англомовні книги
- Anderson Leif E., Whitaker Ewen A. NASA Catalogue of Lunar Nomenclature. — Springfield, Virginia : National Aeronautics and Space Administration, 1982.
- Bethe Hans. The Road from Los Alamos. — New York : Springer Science+Business Media, 1991. — 286 p. — ISBN 0-88318-707-8.
- Bird Kai, Sherwin Martin J. American Prometheus: The Triumph and Tragedy of J. Robert Oppenheimer. — New York : Alfred A. Knopf, 2005. — 736 p. — ISBN 0-375-41202-6.
- Bundy McGeorge. Danger and Survival: Choices About the Bomb in the First Fifty Years. — New York : Random House, 1988. — ISBN 978-0-394-52278-4.
- Cassidy David. J. Robert Oppenheimer and the American Century. — New York : Pi Press, 2005. — 480 p. — ISBN 0-13-147996-2.
- Childs Herbert. An American Genius: The Life of Ernest Orlando Lawrence, Father of the Cyclotron. — New York City : E. P. Dutton, 1968. — ISBN 978-0-525-05443-6.
- Conant Jennet. 109 East Palace: Robert Oppenheimer and the Secret City of Los Alamos. — New York : Simon & Schuster, 2005. — 448 p. — ISBN 0-7432-5007-9.
- Feldman Burton. The Nobel Prize: A History of Genius, Controversy, and Prestige. — New York : Arcade Publishing, 2000. — 489 p. — ISBN 1-55970-537-0.
- Groves Leslie. Now it Can be Told: The Story of the Manhattan Project. — New York : Harper & Brothers, 1962.
- Haynes John Earl. Early Cold War Spies: The Espionage Trials that Shaped American Politics. — Cambridge, Massachusetts : Cambridge University Press, 2006. — ISBN 978-0-521-67407-2.
- Haynes John Earl, Klehr Harvey. Early Cold War Spies: The Espionage Trials that Shaped American Politics. — Cambridge, Massachusetts : Cambridge University Press, 2006. — 264 p. — ISBN 0-521-67407-7.
- Hunner John. J. Robert Oppenheimer, the Cold War, and the Atomic West. — Norman, Oklahoma : University of Oklahoma Press, 2012. — ISBN 978-0-8061-6308-6.
- Herken Gregg. Brotherhood of the Bomb: The Tangled Lives and Loyalties of Robert Oppenheimer, Ernest Lawrence, and Edward Teller. — New York : Henry Holt and Company, 2002. — 464 p. — ISBN 0-8050-6588-1.
- Hewlett Richard G., Anderson Oscar E. Volume I. The New World. 1939—1946. — University Park, Pennsylvania : Pennsylvania State University Press, 1962. — Vol. 1. — 781 p. — (A History of the United States Atomic Energy Commission) — ISBN 0-520-07186-7.
- Hewlett Richard G., Duncan Francis. Volume II. Atomic Shield. 1947—1952. — University Park, Pennsylvania : Pennsylvania State University Press, 1969. — 736 p. — (A History of the United States Atomic Energy Commission) — ISBN 0-520-07187-5.
- Hewlett Richard G., Holl Jack M. Atoms for Peace and War, 1953–1961: Eisenhower and the Atomic Energy Commission. — Berkeley, California, 1989. — (A History of the United States Atomic Energy Commission) — ISBN 978-0-520-06018-0.
- Hoddeson Lillian, Henriksen Paul W., Meade Roger A., Westfall Catherine L. Critical Assembly: A Technical History of Los Alamos During the Oppenheimer Years, 1943–1945. — New York : Cambridge University Press, 1993. — 527 p. — ISBN 0-521-44132-3.
- Jones Vincent. Manhattan: The Army and the Atomic Bomb. — Washington, D. C. : United States Army Center of Military History, 1985. — 660 p.
- Jungk Robert. Brighter than a Thousand Suns: a Personal History of the Atomic Scientists. — New York : Harcourt Brace, 1958. — 369 p. — ISBN 0-15-614150-7.
- Kelly Cynthia C. Oppenheimer and the Manhattan Project: Insights into J. Robert Oppenheimer, "Father of the Atomic Bomb". — Hackensack, New Jersey : World Scientific, 2006. — 173 p. — ISBN 981-256-418-7.
- Haynes John Earl, Klehr Harvey, Vassiliev Alexander. Spies: The Rise and Fall of the KGB in America. — New Haven, Conn. : Yale University Press, 2009. — 704 p. — ISBN 978-0-300-12390-6.
- Mehra J., Rechenberg H. The Completion of Quantum Mechanics, 1926—1941. — New York : Springer-Verlag, 2001. — Vol. 6. — 1612 p. — (The Historical Development of Quantum Theory) — ISBN 0-387-95086-9.
- Monk Ray. Robert Oppenheimer: A Life Inside the Center. — New York; Toronto : Doubleday, 2012. — ISBN 978-0-385-50407-2.
- Nichols Kenneth. The Road to Trinity: A Personal Account of How America's Nuclear Policies Were Made. — New York : William Morrow and Company, 1987. — ISBN 978-0688069100.
- Robert S. Norris. Racing for the Bomb: General Leslie R. Groves, the Manhattan Project's Indispensable Man. — South Royalton, Vermont : Steerforth Press, 2002. — ISBN 1-58642-039-9.
- Pais Abraham. J. Robert Oppenheimer: A Life. — Oxford : Oxford University Press, 2006. — 400 p. — ISBN 0-19-516673-6.
- Polenberg Richard. In the Matter of J. Robert Oppenheimer: The Security Clearance Hearing. — Ithaca, New York : Cornell University, 2002. — 448 p. — ISBN 0-8014-3783-0.
- Poolos J. The Atomic Bombings of Hiroshima and Nagasaki. — Chelsea House Publications, 2008. — 128 p. — ISBN 0-791-09738-2.
- Rhodes Richard. The Making of the Atomic Bomb. — New York : Simon & Schuster, 1986. — 928 p. — ISBN 0-671-44133-7.
- Richard Rhodes. Dark Sun: The Making of the Hydrogen Bomb. — New York : Simon & Schuster, 1995. — ISBN 978-0-684-82414-7.
- Roy Kaustuv. Rethinking Curriculum in Times of Shifting Educational Context. — Palgrave Macmillan, 2018. — ISBN 978-3-319-61105-1. — DOI:10.1007/978-3-319-61106-8.
- Smith Alice Kimball, Weiner Charles. Robert Oppenheimer: Letters and recollections. — Cambridge, Massachusetts : Harvard University Press, 1980. — 400 p. — ISBN 0-8047-2620-5.
- Spangenburg Ray, Moser Diane. Science Frontiers, 1946 to the Present. — New York : Facts On File, 2004. — ISBN 978-0-816-06880-7.
- Stern Philip M. The Oppenheimer Case: Security on Trial. — New York : Harper & Row, 1969. — 591 p.
- Streshinsky Shirley, Klaus Patricia. An Atomic Love Story: The Extraordinary Women in Robert Oppenheimer's Life. — New York : Turner Publishing, 2013. — ISBN 978-1-61858-019-1.
- Strout Cushing. Conscience, Science and Security: The Case of Dr. J. Robert Oppenheimer. — Chicago, Illinois : Rand McNally, 1963. — 58 p.
- Szasz Ferenc M. The Day the Sun Rose Twice. — Albuquerque, New Mexico : University of New Mexico Press, 1984. — 233 p. — ISBN 0-8263-0767-1.
- Teller E., Schoolery J. Memoirs: A Twentieth-Century Journey in Science and Politics. — Basic Books, 2002. — 640 p. — ISBN 978-073820778-0.
- Wolverton Mark. A Life in Twilight: The Final Years of J. Robert Oppenheimer. — New York : St. Martin's Press, 2008. — ISBN 0-312-37440-2.
- Young Ken, Schilling Warner R. Super Bomb: Organizational Conflict and the Development of the Hydrogen Bomb. — Ithaca, New York : Cornell University Press, 2019. — ISBN 978-1-5017-4516-4.

### Англомовні статті
- Bethe Hans. J. Robert Oppenheimer 1904—1967 : [арх. 29 червня 2011] :  [англ.] // Biographical Memoirs. — Washington, D.C. : United States National Academy of Sciences, 1997. — Vol. 71. — С. 175—218.
- Carson Cathryn. Introduction :  [англ.] // Reappraising Oppenheimer: Centennial Studies and Reflections. — Berkeley, California : Office for History of Science and Technology, Univ. of California, 2005. — С. 1—10. — ISBN 0-9672617-3-2.
- Hijiya James A. The Gita of Robert Oppenheimer : [арх. 15 травня 2013] :  [англ.] // Proceedings of the American Philosophical Society. — 2000. — Vol. 144, no. 2.
- Hollinger David A. Afterward :  [англ.] // Reappraising Oppenheimer: Centennial Studies and Reflections. — Berkeley, California : Office for History of Science and Technology, Univ. of California, 2005. — С. 385—390. — ISBN 0-9672617-3-2.
- Hufbauer Karl. J. Robert Oppenheimer's Path to Black Holes :  [англ.] // Reappraising Oppenheimer: Centennial Studies and Reflections. — Berkeley, California : Office for History of Science and Technology, Univ. of California, 2005. — С. 31—47. — ISBN 0-9672617-3-2.
- Polenberg Richard. The fortunate fox :  [англ.] // Reappraising Oppenheimer: Centennial Studies and Reflections. — Berkeley, California : Office for History of Science and Technology, Univ. of California, 2005. — С. 267—272. — ISBN 0-9672617-3-2.
- Rhodes Richard. 'I Am Become Death...': The Agony of J. Robert Oppenheimer : [арх. 7 травня 2006] :  [англ.] // American Heritage. — 1977.
- Thorpe Charles. Disciplining Experts: Scientific Authority and Liberal Democracy in the Oppenheimer Case :  [англ.] // Social Studies of Science. — 2002. — Vol. 32, no. 4. — С. 525—562. — doi:10.1177/0306312702032004002.
- United States Atomic Energy Commission (27 мая — 29 июня 1954). In The Matter of J. Robert Oppenheimer (англійською) . Lillian Goldman Law Library. Архів оригіналу за 19 серпня 2011. Процитовано 25 березня 2011.

## Інтернет-ресурси
- Biography and online exhibit at the University of California, Berkeley
- J. Robert Oppenheimer — Berkeley Historical Plaque Project
- J. Robert Oppenheimer at the Atomic Heritage Foundation
- J. Robert Oppenheimer: An Unparalleled Legacy at the Los Alamos National Laboratory
- FBI files: J. Robert Oppenheimer at the Federal Bureau of Investigation
- The Reith Lectures: Robert Oppenheimer — Science and the Common Understanding, on BBC Radio 4, 1953
- Lecture by Dr. Robert Oppenheimer: Freedom and Necessity in the Sciences at Dartmouth College, 1959
- Lecture by Dr. Oppenheimer at the University of Michigan, 1962
- Роберт Оппенгеймер на сайті IMDb (англ.)